# Картопля
Карто́пля, бу́льба, бараболя (Solanum tuberosum) — вид рослин родини пасльонових, поширена сільськогосподарська культура, яку в народі називають «другим хлібом»; одна з найважливіших продовольчих, технічних і кормових культур.

## Назва

### Етимологія

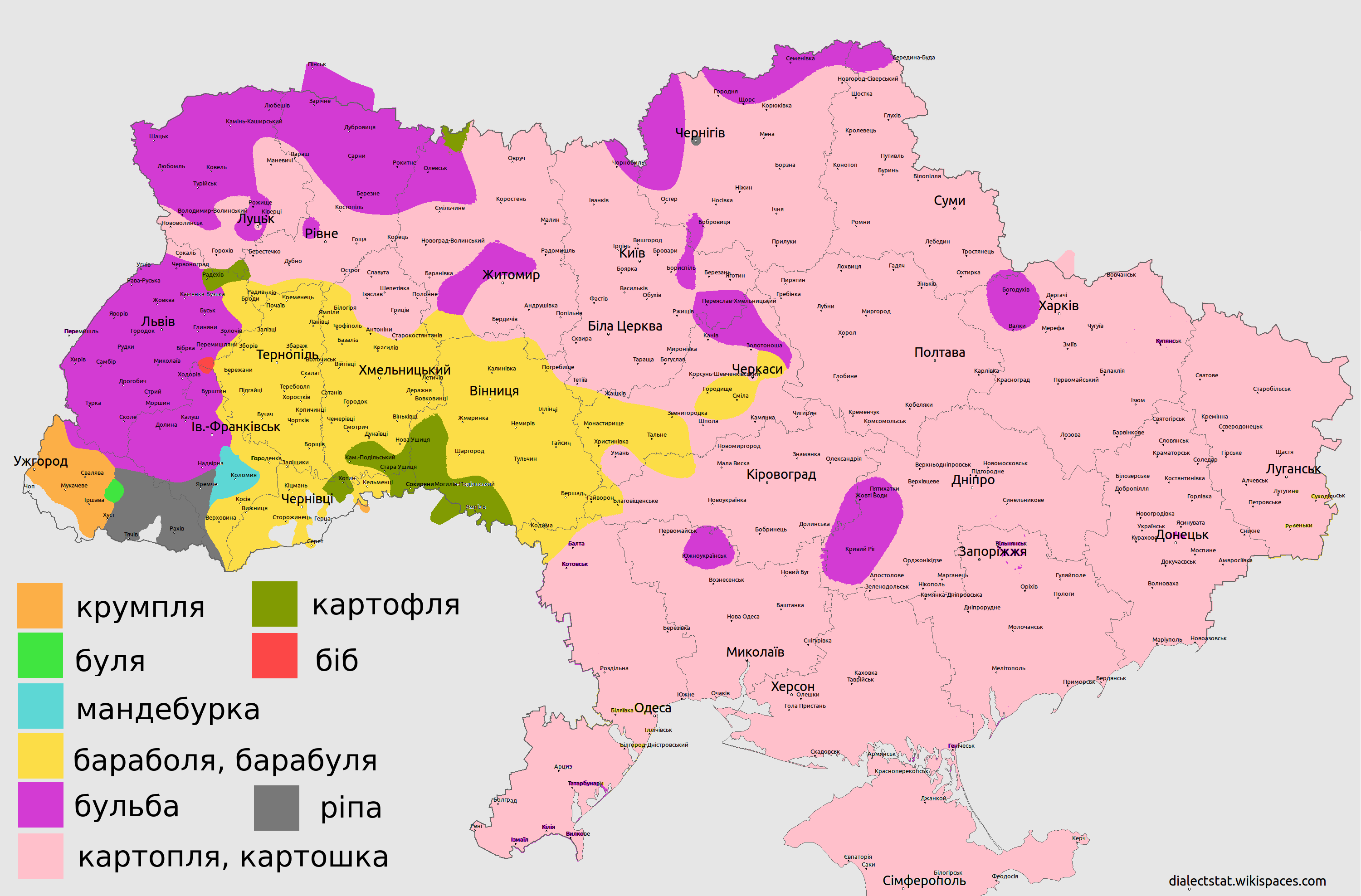
Поширення назв картоплі в Україні

Українське слово картопля походить від нім. Kartoffel (раніша форма Turtuffel). Німецьке слово походить від італ. tartufolo, tartufo, що сходить до нар.-лат. *terrae tufer («земляна бульба») і далі до лат. terrae tuber. Закріплення назви за привезеною в XVI ст. з Америки рослиною сталося в італійській мові.
Німецьке слово «Kartoffel» (картопля) походить від італійського «Tartufo» (трюфель) через зовнішню схожість, а в основу слова «трюфель», очевидно, ліг латинський термін «tuber» (бульба), що означає «пухлина» або «шматок», який став «tufer-» й породив різні європейські терміни: французький «truffe», іспанський «trufa», данський «Trøffel», німецький «Trüffel», шведський «tryffel», нідерландський «Trüffel», польський «trufel»/«trufla» і хорватський «tartuf». У португальській мові слова «trufa» і «túbera» означають «горби» і є синонімами, останній термін є ближчим до латинського терміна.

### Синоніми
В Україні картопля також відома під діалектними назвами «бу́льба», «бараболя», рідше «крумплі» (хорв. krumpir), «ґрул'і», «барабу́рка», «бори́шка», «бу́рка», «гадабу́рка», «мандибу́рка», «рі́па», «кумпітéра». У наддністрянських говірках на позначення цієї рослини використовують значну кількість назв: барабóля, бандýрка, банц, барабíй, барабíль, барабíн, барабóлє, барбóлька, барабóна, барабýля, біб, бóбик, бóблюх, бóльба, бýльба, бульбáк, бульбáни, бульбáх, ґрýля, ґрýшка, карто́па, картóх, картóха, картóхлі, мадибýрка, мандибýрка. У надсянських говірках, за «Слівником» засвідчено дві лексеми, що позначають картоплю — б׀ул'ва та з'імн’׀акі, а в «Зразках мови» ще й номен р׀іпа.

## Історія культури картоплі
Рослина походить з Південної Америки; там і нині вона росте у дикому стані. За оцінками, вік старих відомих слідів дикої картоплі — до 13000 років. (Стародавні індіанці почали культивувати картоплю близько 14 тисяч років тому.) Картопля вперше була одомашнена в регіоні сучасного південного Перу і крайнього північно-західного регіону Болівії між 8000 і 5000 до нашої ери. У справді великих обсягах картоплю почали вирощувати в Андах, біля озера Тітікака не пізніше IV століття до нашої ери. Зібрані бульби кілька разів виморожували, потім розминали ногами і таким чином отримували сушену картоплю, яка мала назву чуньо. Чуньо можна було переносити з собою на далекі відстані, а за потреби перемелювати і пекти коржі. Поступово картопля поширилася усім південноамериканським континентом, ставши основою щоденного меню індіанців.
Після того, як у XVI сторіччі іспанці завоювали Південну Америку, культура картоплі не зникла. Навпаки, колонізатори охоче купували звичну для тубільців їжу, скажімо, для робітників срібних копалень Потосі. Поступово і самі іспанці привчилися до картоплі і навіть почали брати її з собою, коли вирушали до Європи. Так картопля потрапила на Канарські острови, а звідти — до Іспанії
У 1553 році в іспанському місті Севільї вийшла книга Педро де Сьєса де Леона — «Хроніка Перу», де знаходиться перше згадування про картоплю:
| «Паппа - це особливий рід земляних горіхів; будучи зварені, вони стають м'якими, як печений каштан; при цьому вони покриті шкіркою не товстішою шкірки трюфеля»[13] |
| «З місцевих продуктів, за винятком маїсу, є ще два, що вважаються індіанцями основними продовольчими продуктами. Один вони називають Папас [картопля], що нагадує трюфелі, які після варення стають такими ж м'якими зсередини, як зварені каштани; у нього немає ні шкарлупи, ні кісточки, а тільки те, що є і в трюфелів, бо він утворюється під землею, як і вони. Створює цей плід трава, така самісінька, як польовий мак»[14] | 
| «…і вони його висушують на сонці та зберігають від одного збору врожаю до іншого. Після висушування вони називають ці папас — чуньо («chuño»)[15] та він дуже ними цінується, та багато коштує, бо у них немає зрошувальних каналів, як у багатьох інших місцях цього королівства, для зрошування своїх полів, їм навіть не вистачає природної води для посівів, вони звідують злигоднів та бідувань, якщо у них немає цієї сушеної картоплі"[16] |

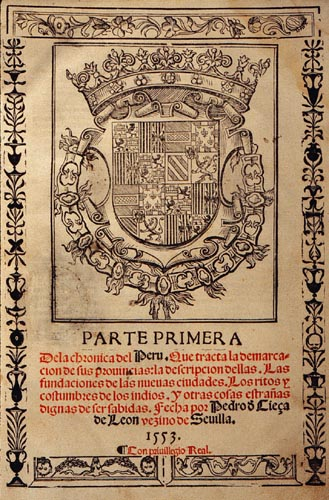
Перша сторінка «Хроніки Перу» Педро Сьєса де Леона.

У книзі автор також повідомляє, що зустрічав картоплю в Кіто (Еквадор), Попаян та Пасто (Колумбія). Він же навів її перший опис, правильний спосіб приготування та зберігання.
Перший відомий факт про врожайність картоплі наведено у повідомленні іспанського чиновника Гарсі Дієса де Сан-Мігеля (1567), який у Перу та Болівії опитував місцевих мешканців (поселення Хулі). Так, згідно з повідомленням, врожайність картоплі становила приблизно 55,5-83,5 кг з одного тупу землі (~ 0,1643 га), що дорівнювало 340—506 кг/га, при цьому врожай часто з одної ділянки збирали не щорічно, а раз на 2-3 роки, оскільки насадження картоплі вимерзали.
В середині XVI століття картоплю вирощували вже в самій Іспанії — щонайменше на корм для худоби. Індіанська назва рослини і страв із неї — «папа» звучала для католиків незручно, тому її частіше називали «пататою», подібно до батата. Як провіант у далекі подорожі картоплю брали з собою баскські рибалки. Оскільки їхні маршрути проходили вздовж узбережжя Ірландії, мешканці цього острова також познайомилися із картоплею одними з перших (1585 року, або навіть раніше. Звідти картопля потрапила і до Англії. Легенду, що з картоплею англійців познайомив Френсіс Дрейк, джерела не підтверджують.
1558 роком датована перша згадка про картоплю в Нідерландах. Відомо, що в 1565 році іспанський володар Філіпп II відправив її як подарунок папі римському Пію IV. До Північної Італії картоплю привезли ченці і моряки, що служили на іспанських кораблях. За схожість з трюфелями італійці іменували бульби «тартуфолі». Ця назва в німецькій мові перетворилася на «картофель», а в українській — на «картоплю».

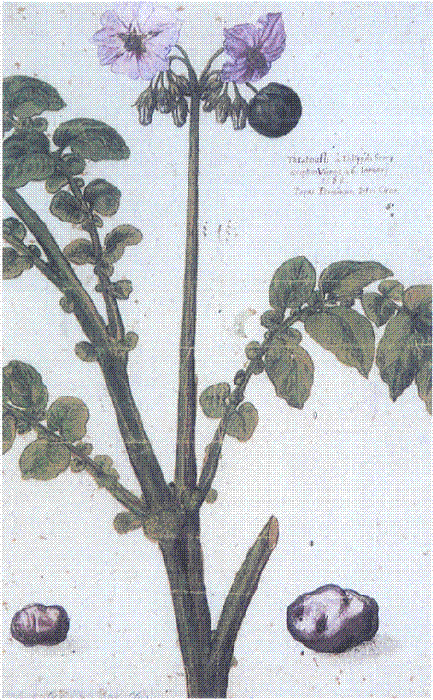
Картопля. Зображення в ботанічному атласі Клузія (1588)

Швидке поширення картоплі у Північній Італії спонукало звернути на неї увагу ботаніків. Зокрема, Шарль де Леклюз (Клузіус), відзначив, що запозичення американської рослини відбувалося майже без участі вчених, тож у першій половині XVII сторіччя науковці присвятили картоплі докладні описи, а її зображення з'являються в ботанічних атласах.
Освічена шляхта і прогресивно налаштовані монархи з ентузіазмом взялися поширювати картоплю в тих європейських країнах, де її раніше не знали. Проте несподівано для себе зіштовхнулися із труднощами. Адже селяни, які до того були не знайомі з розрекламованою рослиною і не бачили, як з нею поратися, масово труїлися. Іноді вони й не здогадувалися, скажімо, що плоди картоплі, за всієї їхньої схожості з помідорами, насправді отруйні. Так само, як і зелень, якою пробували годувати худобу. Дехто намагався експериментувати з бульбами, перемелював їх на борошно і пік з нього хліб — але той виходив сірим і неїстівним, та й смак картоплі здавався надто гірким. Не дивно, що багато сільських господарів швидко розчарувалися в картоплі і до закликів її вирощувати надалі ставилися як до дивних «панських витребеньок». Володарі дратувалися, намагалися діяти силою, бранденбурзький курфюрст Фрідріх Вільгельм в 1651 році навіть наказав відрубати носи і вуха тим, хто відмовиться саджати бульби, — але марно.
На кілька десятиліть картопля перетворилася на «шляхетну рослину», яку використовували лише з декоративною метою у садах аристократії. У Франції ще наприкінці XVIII століття своєрідно використовували картоплю: квітками картоплі прикрашали волосся, робили з них букети. На картопляні квіти встановилася така мода, що довелося робити штучні, оскільки живих не стало вистачати. У Німеччині обробляли картоплю на клумбах перед палацами
Згадати про їжу з картоплі змусив голод. Війни в Європі в ті часи спалахували одна за одною, і кожна супроводжувалася грабунком мирного населення, мародерством, плюндруванням ланів і знищенням хлібних запасів. Не дивно, що мешканці країн, якими прокочувалася війна, залишалися не лише без засобів існування, а й без їжі. Врятувати від голоду могла саме картопля — ситна, невибаглива і водночас майже непомітна — військо могло отаборитися просто на картопляному полі, але при цьому залишити врожай недоторканим. Дослідники звернули увагу, що поширення цієї культури в деяких краях відбувалося саме під час військових конфліктів, або одразу ж після них. Так сталося в Ельзасі, Лотарингії, а наприкінці XVII століття — в Південних Нідерландах. Після ж Війни за іспанську спадщину та Північної війни, які відбувалися одночасно на заході та на сході Європи, настала черга Північних Нідерландів, Швеції і Німеччини.

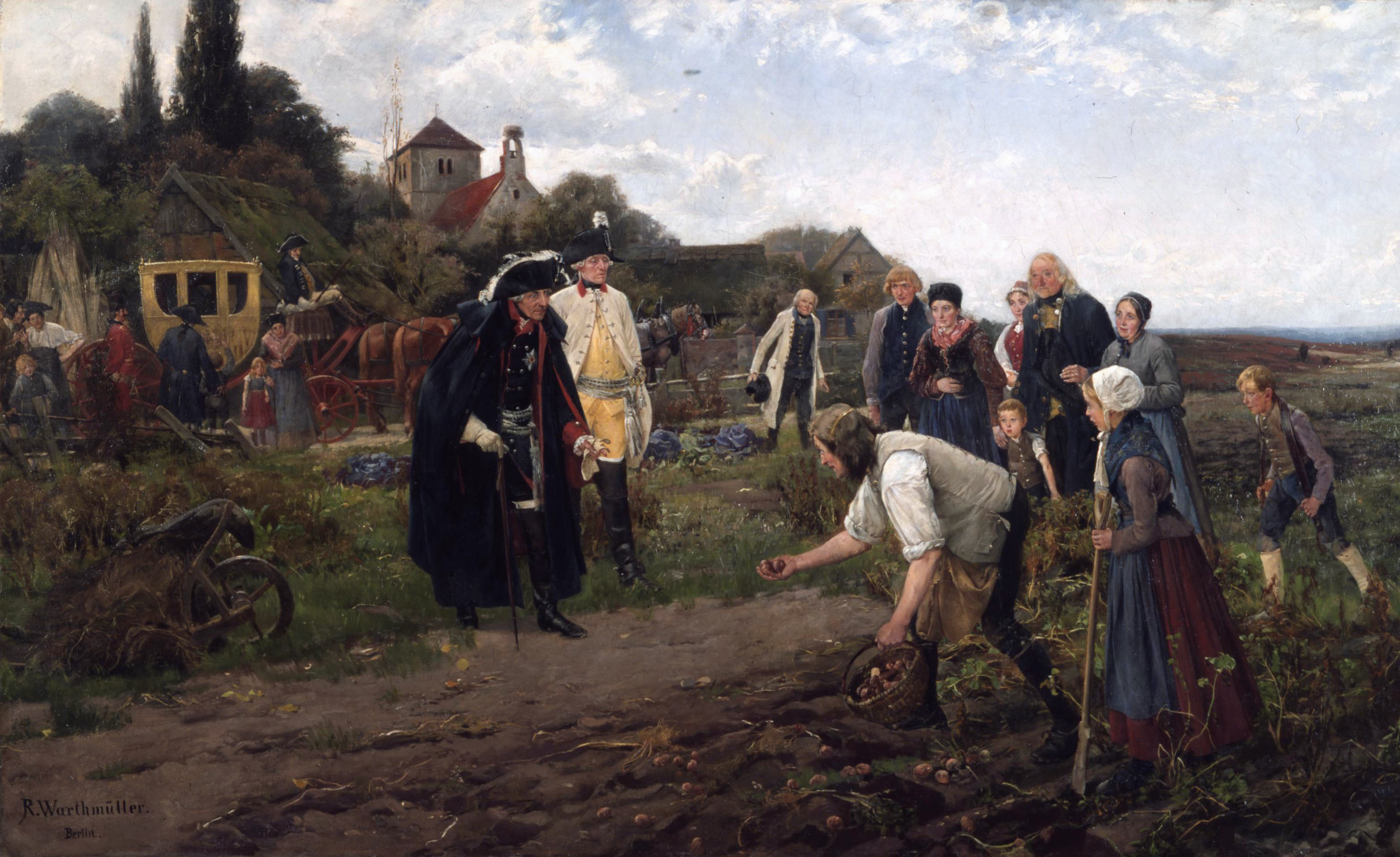
Фрідріх II на картопляному полі

Поширення картоплі відбувалося переважно за приватною ініціативою, а якщо за справу бралися володарі — вони вже не стільки погрожували підданим, скільки заохочували їх. Прусський король Фрідріх II за власний кошт купив найкращої ірландської картоплі і запропонував її селянам безкоштовно. Він також влаштовував ярмарки, на яких пригощав усіх охочих стравами з картоплі. Згодом з'явилася легенда, що король наказав засадити картоплею свої власні землі, заборонив викопувати на них бульби і для переконливості виставив охорону. Мовляв, після цього заздрісні місцеві селяни почали викрадати картоплю таємно, вночі, коли вартових (за королівським розпорядженням, зрозуміло) відправляли спати.
Картопля досить швидко увійшла до повсякденного життя німців. Війна за баварську спадщину в історії залишилася вже під назвою «картопляної» — бо солдати під час неї не стільки воювали, скільки споживали провіант, який тепер асоціювався саме з картоплею. Саме завдяки німцям нова культура поширилася й у країнах Східної Європи.
В Польщі поширеною є легенда, за якою Ян III Собеський після переможної битви 1683 вперше спробував страву з картоплі, яка йому сподобалась. Він прислав з Відня до дружини Марисеньки мішок картоплі і наказав її посадити. Королівський садівник Вєнчарик виконав наказ короля і посадив картоплю в овочевому саді при палаці у Вільянові. Згодом її почали саджати при інших резиденціях. Імовірно, наприкінці XVII ст. картопля могла з'явитись у садах при українських резиденціях Собеського у Жовкві, Золочеві, Олеську, Янові, Поморянах, які король відвідував. При дворах магнатів господарське вирощування картоплі на овочевих городах резиденцій розпочалось приблизно в середині XVIII ст.
Коли картопля вперше потрапила до Європи, її довгий час забороняли вирощувати. Та згодом квіти картоплі ввійшли в моду. За одну гілочку цих квітів платили по 10 золотих монет. Тож спочатку селяни вирощували картоплю саме як квіти, а вже згодом — як їжу. В Україні вперше картоплю посадили на Харківщині майже дві сотні років тому.
У XVIII столітті в Україні дедалі частіше сіють картоплю, яка швидко впроваджується в харчування населення. Її починають широко використовувати для приготування перших і других страв та для гарнирів до м'ясних і рибних страв. Майже всі перші страви — борщі, юшки та інші готують з цього часу з картоплею. Згадка про картоплю на Запорожжі трапляється у XVIII столітті, яку тут ще називали «земляними яблуками».
У Росії картопля поширювалася принаймні з 30-х років XVIII сторіччя. Поширена легенда приписує її розповсюдження Петру І, але джерела її не підтверджують.
У 1765 році Імператорське вільне економічне товариство розіслало анкету, в якій, поряд з іншими запитаннями, було питання, чи вирощують «земляні яблука, потетоси або тартофелі». Із українських земель відповіли: у 1768 році Слобідсько-Українська губернія — у чотирьох провінціях не чули про картоплю, у Сумській — у деяких місцях є, але дуже мало, і особливо нею не переймаються; у 1795 році Катеринославське намісництво — розводять у великій кількості поміщик Михайлівки Вейланд (який і завіз її) та німецькі колоністи.
За іншими даними, в Україні картопля з'явилася вперше у 1780 році в маєтку графа Потоцького.
Згідно з іншою версією, картопля в 1764 році вперше потрапила в Україну, а у XIX ст. її вирощують тут уже на польових ділянках під плуг, букер і заступ.
У Франції картоплю до кінця XVIII століття майже не вирощували. Паризький парламент в 1748 році взагалі її заборонив, посилаючись на те, що «за загальним визнанням» вона може викликати божевілля і проказу. Дені Дідро вважав, що від картоплі немає жодної помітної користі, а ті, хто її вживають, схильні до метеоризму.

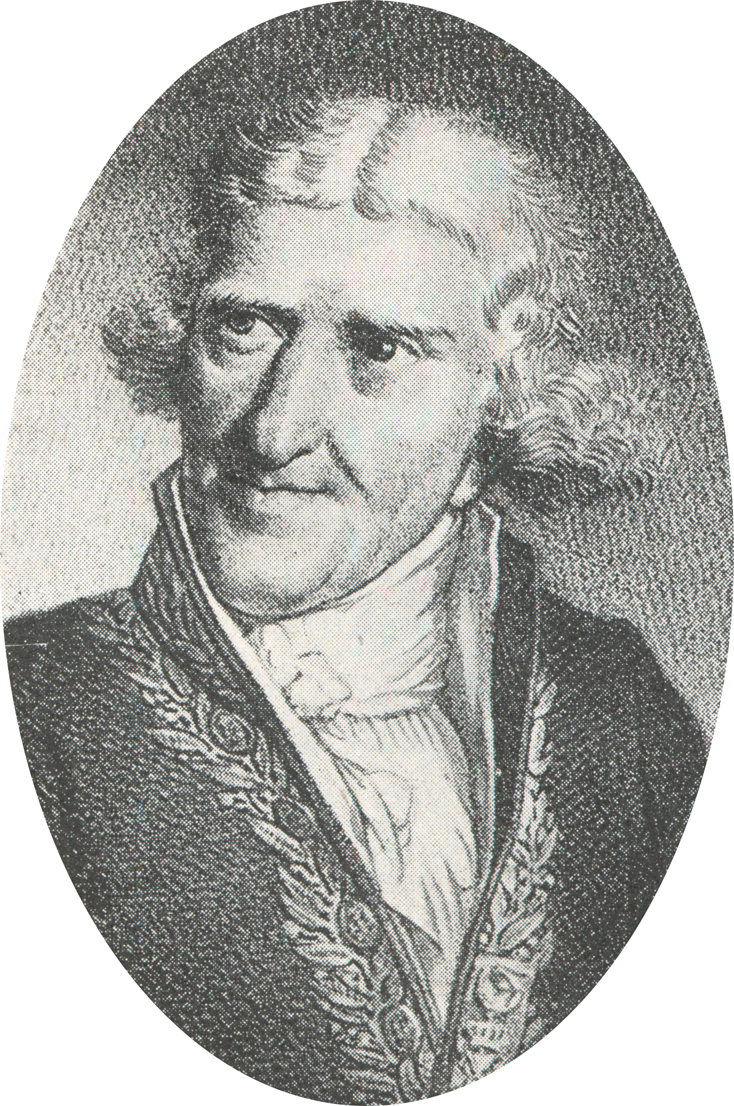
Антуан Огюст Пармантьє (1737—1813)

Кинути виклик стереотипам наважився військовий лікар Антуан Огюст Пармантьє. Під час Семирічної війни він потрапив до прусського полону, де переконався у користі картоплі. Після повернення до Франції Пармантьє виступав із доповідями, проводив експерименти, сам саджав бульби, пригощав стравами з картоплі тих, хто не вірив в неї. Врешті-решт наполегливий ентузіаст справив таке враження на королеву Марію Антуанетту, що та розпорядилася включити варені бульби до палацового меню. А Людовик XVI запевнив Пармантьє, що Франція «ніколи не забуде людини, що знайшла харч для бідних». Медичний факультет Паризького університету у 1772 році офіційно визнав картоплю їстівною. У 1785 р. картопля допомогла впоратися із голодом на півдні Франції, і ставлення до неї змінилося остаточно.
Антуану Пармантьє встановлено пам'ятник на ринковій площі в місті Мондідьє.
Антуан Пармантьє, 1771 рік:
| Серед незліченної кількості рослин, які покривають поверхню суші та водну поверхню земної кулі, немає, можливо, жодної, яка з великим правом заслуговувала б на увагу добрих громадян, ніж картопля. |

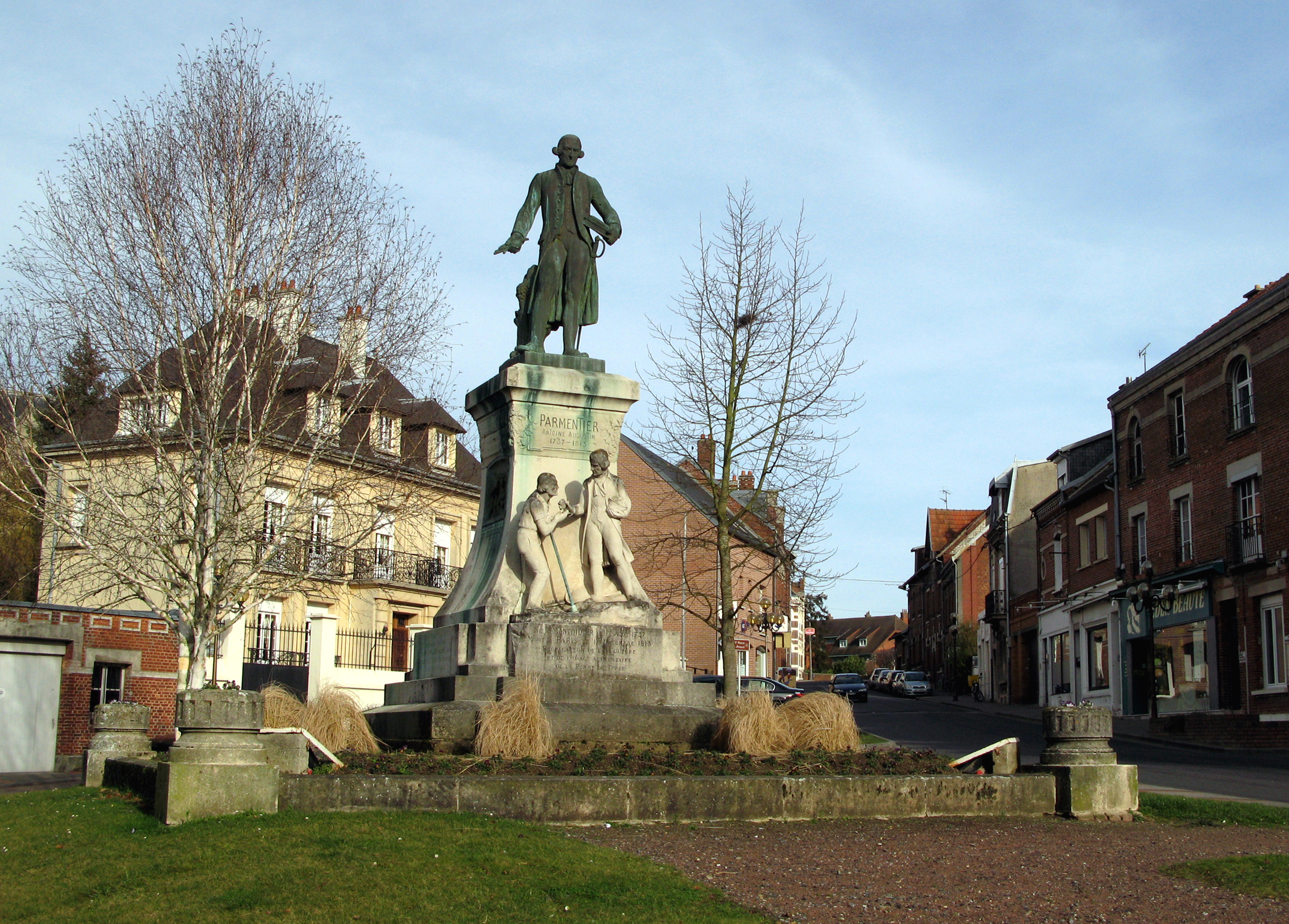
Антуане Огюст Пармантьє у місті Мондідьє

Велику французьку революцію іноді називають «великою перемогою картоплі над житом», адже вона змінила харчові звички французів. Крохмалисті бульби перетворилися на їжу сотень тисяч робітників, ремісників і селян — «харч революціонерів». У скрутні часи їх висаджували просто в саду Тюїльрі, вони рятували життя солдатів під час наполеонівських війн — одним з таких солдатів був майбутній французький письменник Стендаль, який, за його власними спогадами, став на коліна, коли після довгих днів голоду побачив картоплини.
Картопля дозволила простолюду вижити під час промислової революції і викликаного нею демографічного буму, коли населення почало зростати швидше, аніж виробництво продовольства. Економіст Томас Мальтус вважав це пасткою для людства, вибратися з якої неможливо. Але картопля з її здатністю «прогодувати двох замість одного» спростувала ці прогнози. Навіть коли хліб ставав недосяжним за ціною, в робітників залишалися клаптикові городи, які годували їх та їхні родини. До того ж приготування картоплі вимагало набагато менше часу. Деякі дослідники доводять, що завдяки їй збільшилася народжуваність, скоротився рівень дитячої смертності, а європейські держави змогли накопичити людські і промислові ресурси, завдяки яким кілька століть панували над світом.
Наприкінці XVIII століття картоплю завезли до Нової Зеландії. Завдяки невибагливості як культури, вирощувати її почали на архіпелазі повсюдно. Картопля була набагато врожайнішою за звичний для тубільців коренеплід кумару. З картоплею маорі не лише забули про голод, а й змогли створювати чималі запаси їжі в своїх поселеннях і забезпечувати провіантом своїх вояків під час далеких походів. До того ж за звичаями тубільців кумару могли вирощувати лише чоловіки, а щодо картоплі жодних обмежень не існувало. Тому з нею могли поратися і жінки, а чоловіки в цей час могли воювати.
Зрештою, поширення картоплі сприяло військовій мобілізації та мілітаризації суспільства маорі, перетворенню міжплемінних сутичок на «мушкетні війни», внаслідок яких загальна кількість населення Нової Зеландії скоротилася вдвічі.

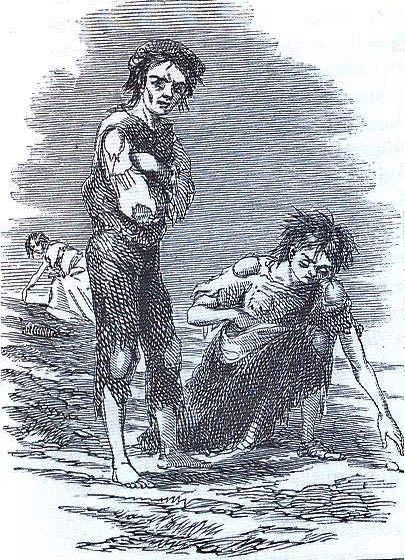
Ірландські злидарі збирають картоплю. Малюнок Джеймса Магоні

Великий голод в Ірландії також часто іменують «картопляним». Адже з XVIII століття картопля стала мало не головним продуктом харчування для більшості мешканців острова, особливо взимку. Велика залежність від цієї однієї культури і відсутність генетичної мінливості серед рослин картоплі в Ірландії були одними з причин того, що поширення Phytophthora infestans наприкінці 40-х років XIX століття призвело до справжнього дефіциту їжі та масового голоду. Населення острова за кілька років скоротилося на півтора мільйона людей. І досі, коли кажуть про «Великий голод», в англомовному світі всі, навіть без уточнень, розуміють, що йдеться саме про Ірландію.
В 60-х роках XIX сторіччя в картоплі з'явився новий небезпечний ворог — колорадський жук. Він розмножувався шаленими темпами, поки проти нього не навчилися використовувати мідний купорос. Лише напередодні Першої світової війни з'ясувалося, що жук до нього пристосувався. Після чого розпочалася справжня «гонка озброєнь», головним завданням якої було знаходити нові засоби боротьби з колорадським жуком до того часу, поки переставали діяти старі. Це сприяло неабиякому розвитку хімічної науки та промисловості, але оброблені черговою отрутою картопляні поля самі по собі почали перетворюватися на загрозу для людей — споживачів картоплі.

## Біологія картоплі
Картопля (лат. Solanum tuberosum L) — однорічна в культурі та багаторічна в дикому стані трав'яниста рослина родини пасльонових (лат. Solanace L.) роду Паслін (лат. Solanum), яка об'єднує до 150 диких і культурних бульбоплідних видів. Хоча картопля — багаторічна рослина, проте її саджають щорічно навесні, оскільки бульби, залишені на зиму у ґрунті, загинуть від морозів. Основними вихідними формами європейської культурної картоплі є автотетраплоїдні бульбоносні (4x=48) підвиди ssp. tuberosum L. і ssp. andigena Hawkes, які походять з Анд Південної Америки.
Використання генних ресурсів диких форм, особливо генів стійких до різних стресових факторів, дозволило змінити генний її потенціал відповідно до ґрунтово-кліматичних умов і цілей використання. В цьому тривалому процесі утворились існуючі культурні форми, які за врожайністю, розмірами і формою бульб, здатністю утворювати бульби при довгому світловому дні, довжиною столонів, стійкістю і якістю значно відрізняються від диких форм.

### Морфологія
У культурі картоплю вирощують, як однорічну багатостеблову рослину — щороку висаджують бульби, з яких протягом одного вегетаційного періоду одержують урожай нових стиглих бульб. Свіжозібрані молоді бульби цього ж літа не можуть бути використані для отримання другого урожаю — вони перебувають у періоді спокою і, будучи висадженими, не проростають. Проте, молоді бульби деяких сортів картоплі можуть бути пробудженими до росту хімічними стимуляторами. Розмножується рослина вегетативно — бульбами, а також насінням. Вирощування з насіння застосовується переважно у селекційній практиці при створенні нових генотипів. Розмноження гетерозиготних рослин картоплі насінням веде до розщеплення генетично зафіксованих сортотипних властивостей.
Види, що належать до роду Solanum, утворюють поліплоїдний ряд з основною кількістю хромосом — 2n-12, 2n-24, 3n-36, 4n-48, 5n-60, 6n-72.

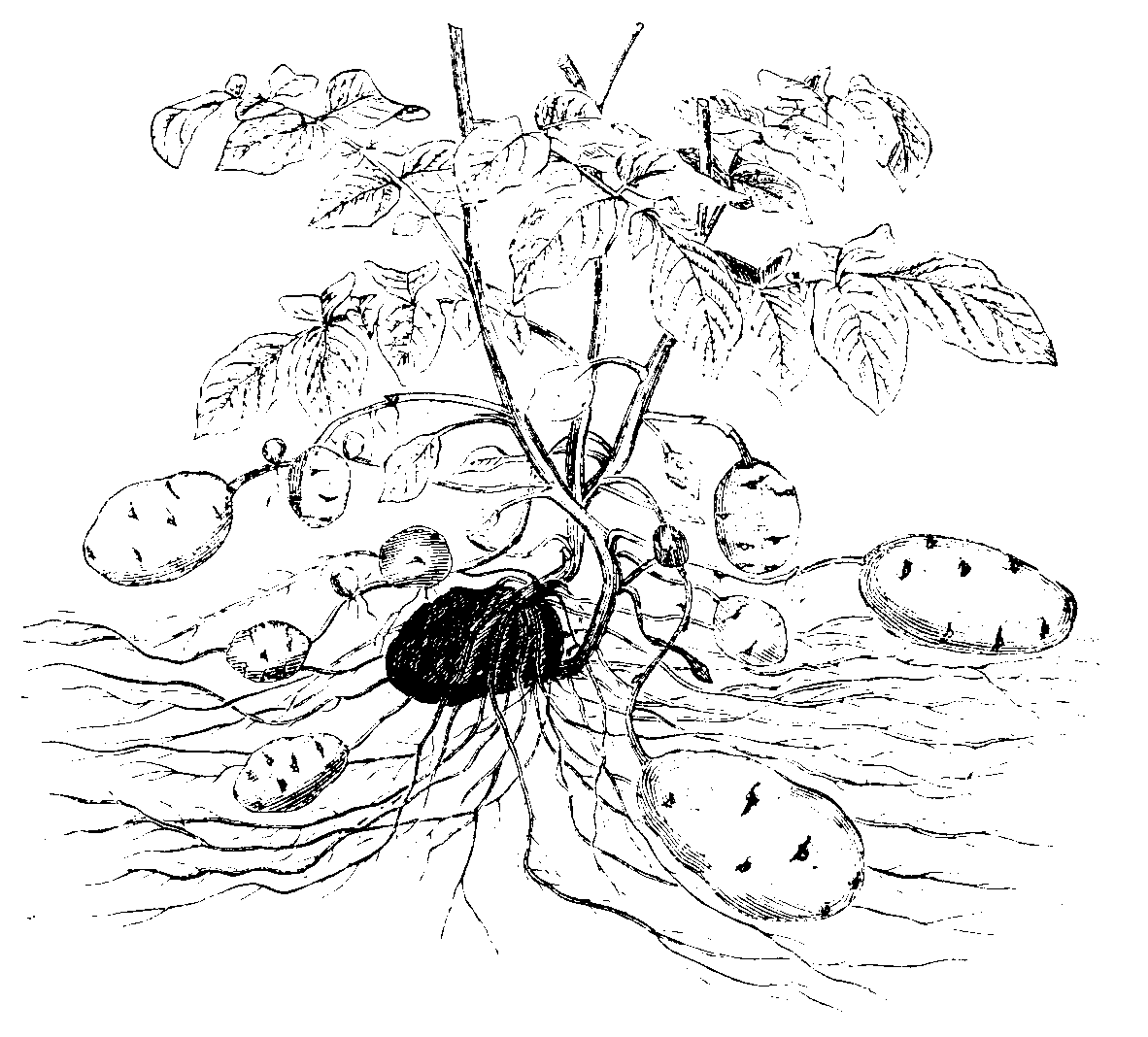
Нижня частина рослини

Усі сорти картоплі тетраплоїдні (4n-48).

#### Коренева система
Коренева система у картоплі, яку вирощують з насіння, має спочатку стрижневу будову — у вигляді зародкового стрижневого кореня з бічними корінцями. Потім в основі стебельця, у його вузлах, які знаходяться у ґрунті, формується вторинна коренева система, яка разом із зародковою утворюють мичкувате коріння. При вирощуванні картоплі з бульб утворюється лише вторинна мичкувата коренева система.
Близько 70 % коріння картоплі розміщується на глибині до 30 см, а окремі корені досягають глибини 1,5 м.

#### Стебло

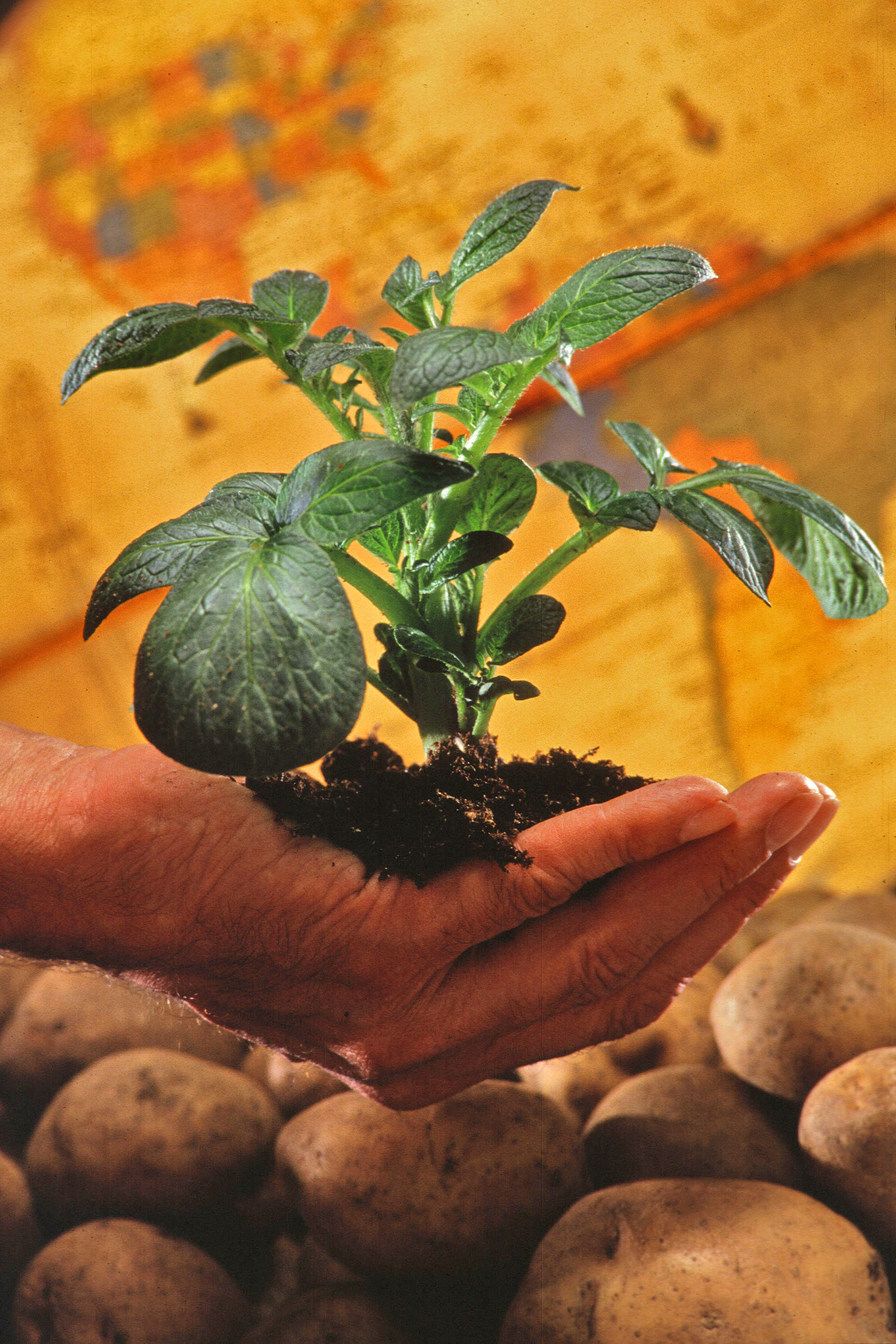
Саджанець з одним стеблом

Рослина має надземне трав'янисте стебло і підземні пагони-столони, які на кінцях потовщуються і утворюють бульби. Наземних стебел кілька, вони прямостоячі або висхідні, заввишки 30-150 см, у поперечному розрізі ребристі, 3-4-гранні, рідше округлі, опушені. У деяких сортів вздовж стеблових ребер є прямі або хвилясті, вузькі чи широкі крила. У пізньостиглих сортів стебла гілкуються в основному у нижній частині, скоростиглих — у середній. За забарвленням вони можуть бути зеленими, червоно-фіолетовими або червоно-коричневими. Причому антоціанова пігментація залежно від сорту може проявлятися тільки в основі стебла, вздовж більшої його частини або на всій довжині. Інколи спостерігається досить інтенсивна пігментація, при якій стебла стають майже чорними.
З однієї бульби виростає у середньому 4-8 стебел, з яких утворюється кущ. Кожне стебло картопляного куща виростає з вічка бульби. Збільшення кількості вічок у бульб картоплі може відбуватись лише при її рості у довжину. За виглядом і будовою кущі бувають прямостоячі, розлогі та напіврозлогі, мало- і багатостеблі, з рівними або ярусними стеблами.

#### Листки

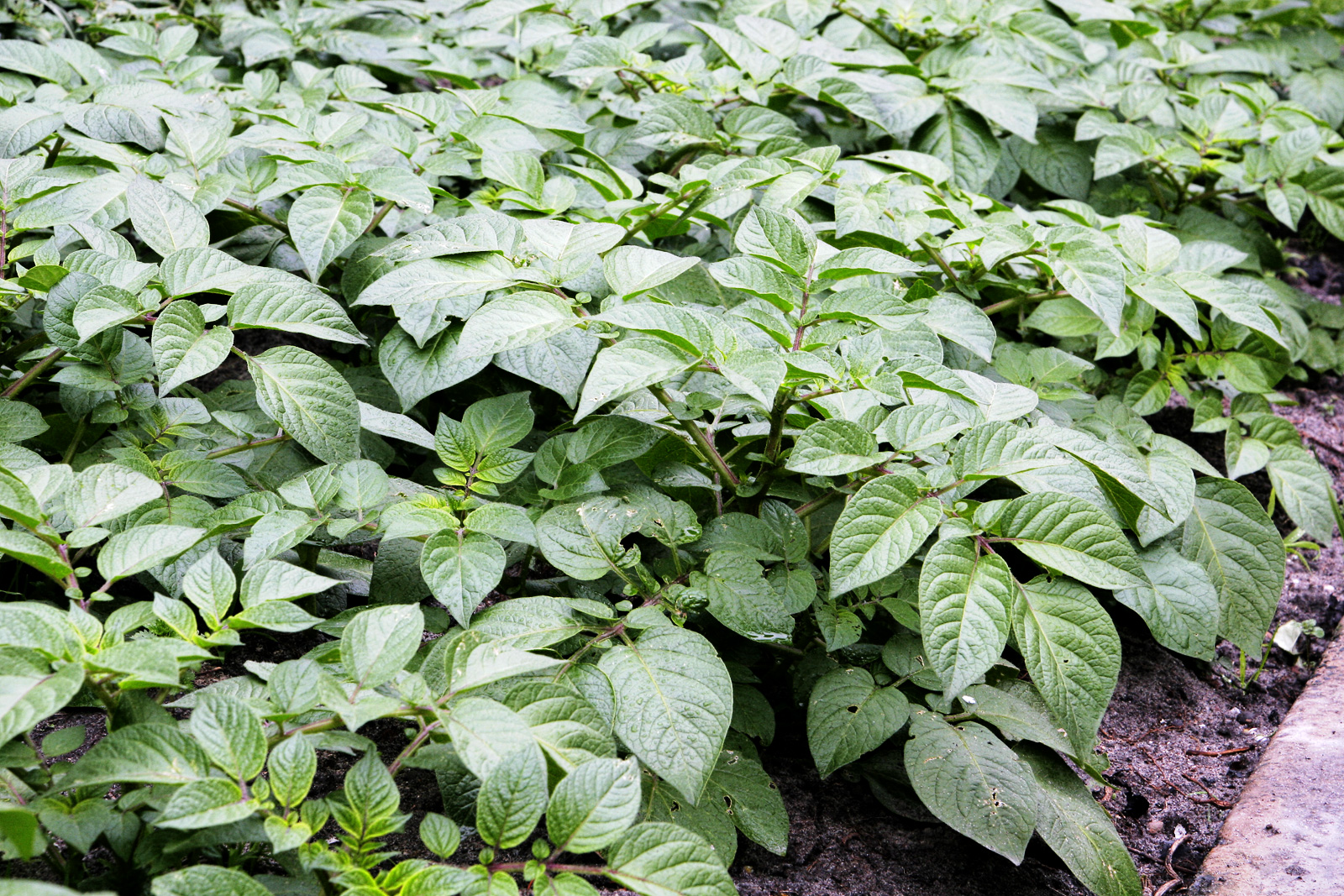
Листки картоплі

У листкових пазухах підземної частини стебел утворюються бічні пагони — столони завдовжки 5-20 см, іноді до 35-40 см. Ростуть вони у ґрунті більш-менш горизонтально, утворюють у вузлах корінці й здатні самостійно укорінюватися. На кінцях столонів з невеликих спочатку потовщень розвиваються бульби.
Листки складні — переривчасто-непарнопірчасторозсічені. Складаються з центрального черешка (стрижня), кількох пар листків або часток, верхівкової непарної частки, між якими розташовані невеликі за розміром частинки і зовсім маленькі часточки. Частки бувають сидячими або розміщеними на коротких черешках. За формою вони округлі, овальні, видовжені, яйцеподібні, ромбічні, гострокінцеві чи овально-гострокінцеві, опушені. Частки, частинки і часточки можуть бути симетричними (рівновеликими) і несиметричними.
У деяких сортів верхня пара часток і верхівкова непарна частка зростаються основами, утворюючи трилопатеву верхівку. Називають таке явище плющелистістю.
За кількістю частинок і часточок у листку розрізняють три ступені його розсіченості: незначний — листок має лише одну пару частинок, а часточки відсутні; середній — листок має до двох пар частинок та одна-дві пари часточок; сильний — листок з двома-трьома парами частинок і багатьма часточками.
Залежно від щільності розміщення часток листки можуть бути густо-, середньо- та рідкочастковими. У густочасткових листків частки розміщені щільно, часто налягають своїми поверхнями одна на одну, у середньочасткових вони лише торкаються краями, у рідкочасткових між частками є проміжки. З нижнього боку часток помітна сітка жилок, які бувають пігментованими.
Листки розміщені на стеблах спірально. У своїй основі мають два серпоподібні або листкоподібні прилистки.

#### Квіти

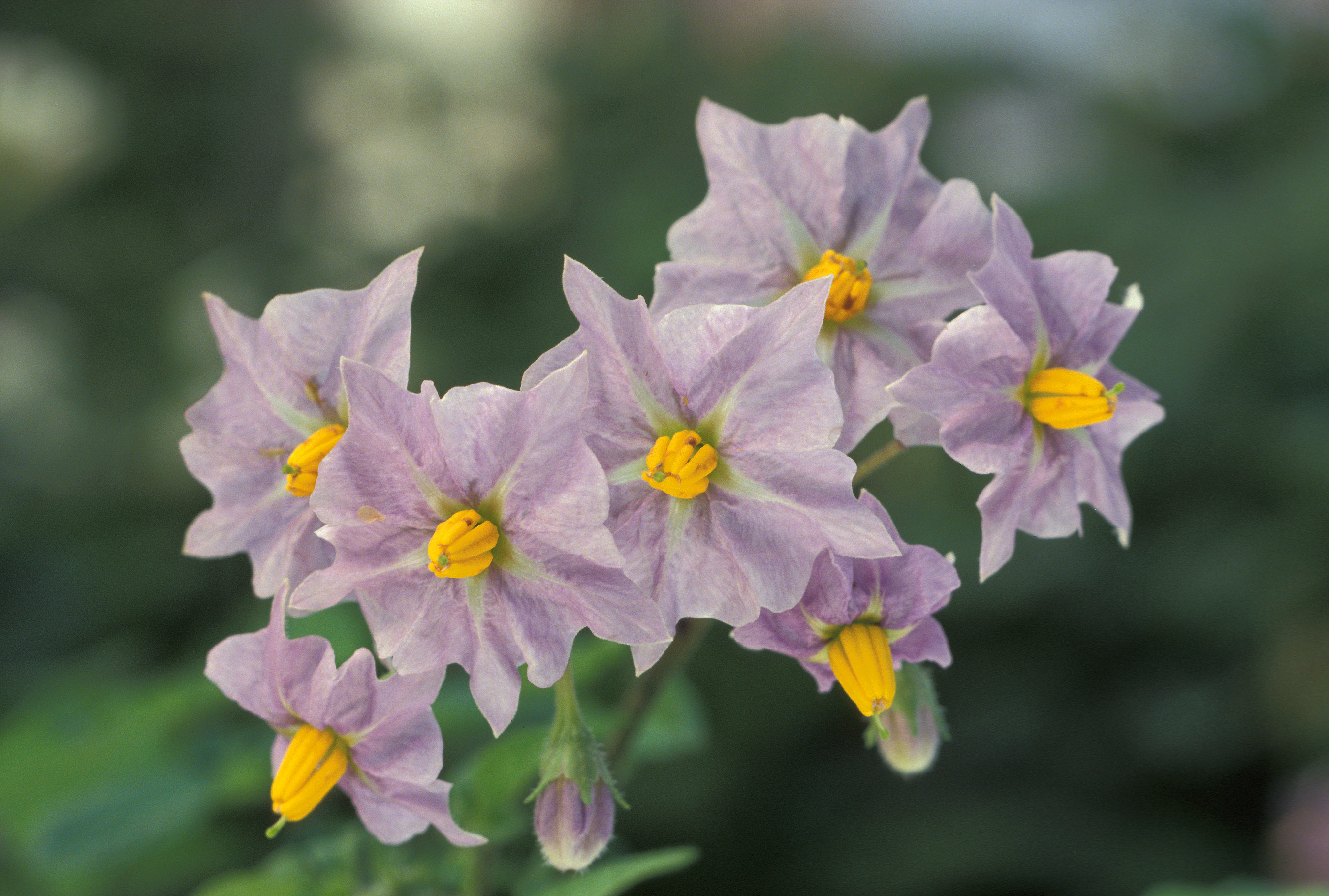
Квіти картоплі

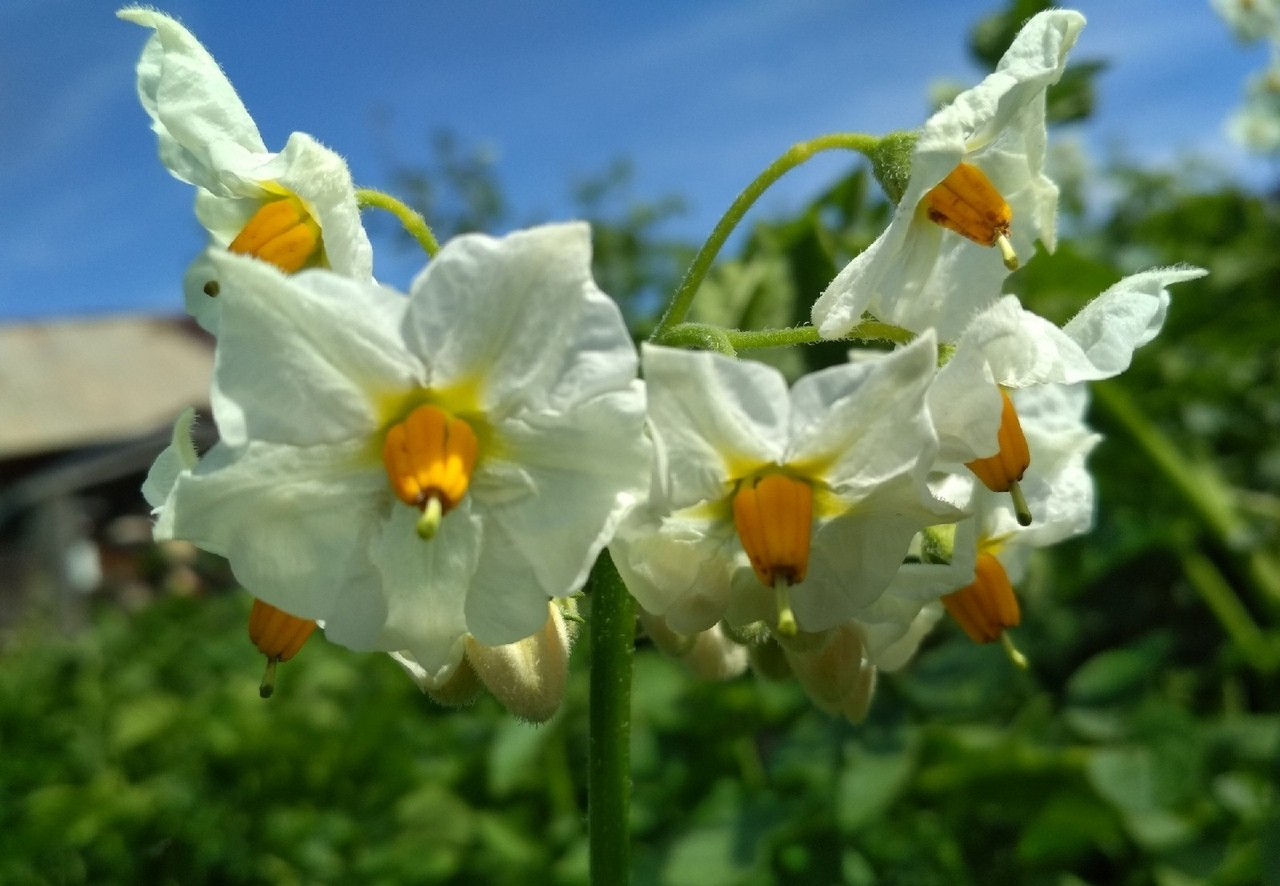
Квітка картоплі великим планом. Східний Сибір

Квітки двостатеві, правильні, у верхівкових завійках; п'ятичленні: чашечка складається з п'яти гостро-зубчастих, зрослих в основі чашолистків, віночок — з п'яти зрослих пелюсток. У квітці розміщуються п'ять тичинок, пиляки яких на коротких ніжках щільно складені у циліндричну або конусоподібну колонку, та маточка з верхньою зав'яззю із стовпчиком з приймочкою, який пронизує центральну внутрішню частину колонки і видається над пиляками або рівний з ними, а іноді нижчий за них.
Віночок зрослопелюстковий, білий, синій, синьо-фіолетовий, рожевий, червоно-фіолетовий. Пиляки оранжеві, жовті, жовто-зелені. Якщо у квітках утворюються оранжеві або жовті пиляки, пилок яких здатний до нормального запліднення, то при рясному цвітінні на рослинах розвивається багато плодів; у сортів, які мають квітки зі стерильними жовто-зеленими пиляками, плоди не утворюються.

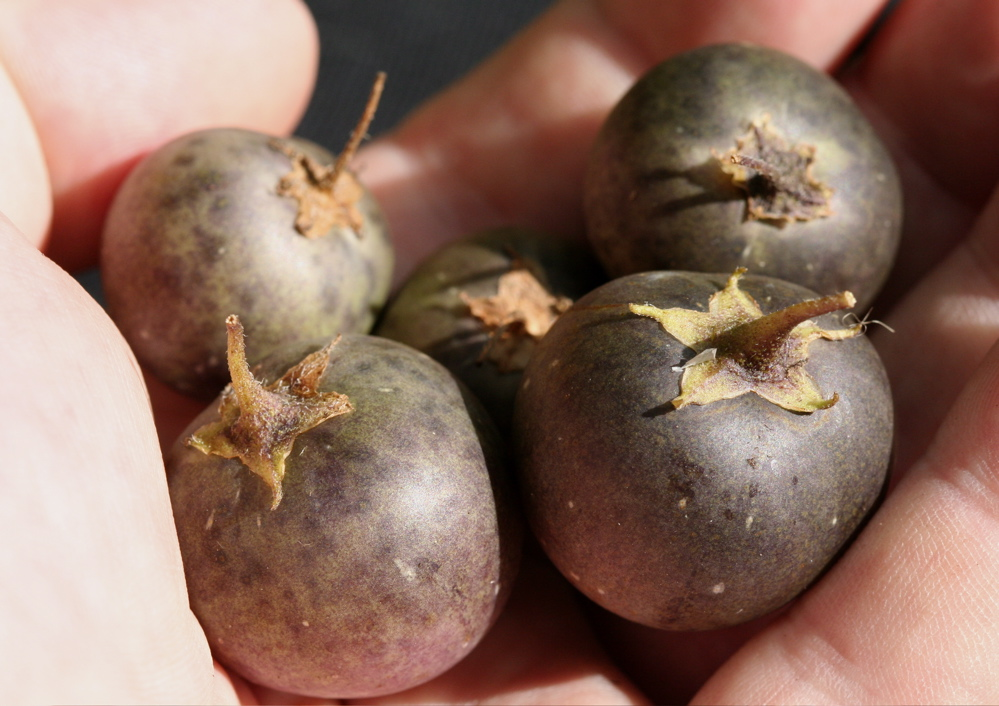
Токсичні плоди (ягоди) картоплі

Квітки на рослинах зібрані у суцвіття — завійки, яких на одному квітконосі буває від 2 до 4.

#### Плід
Плід — багатонасінна двогніздова ягода. Вона округла або округло-овальна, жовто-зелена.
Насіння дрібне, яйцеподібно сплюснуте, блідо-жовте або кремове. Маса 1000 насінин — 0,5-0,6 г.

#### Бульби картоплі
Бульби одночасно є вмістилище запасних поживних речовин і вегетативний орган.
Бульба — вегетативний орган, який утворюється на кінці підземного стеблового пагона — столона. Підтвердити це можна закривши нижню частину стебла картоплі, що виросло над землею на 15-20 сантиметрів, шматком темного текстилю чи щільного світлонепроникного паперу, обережно прив'язавши папір чи текстиль під листками, закривши нижню половину стебла. Частина ізолятора весь час має лежати на землі й у міру росту стебла весь час закривати його від світла. До осені на затіненій частині стебла утворяться надземні бульби.
Якщо верхівку молодого стебла картоплі помістити у чорний ящик — в темряві на ній розпочнеться утворення бульб, а у нижніх частинах рослини, які сховані у ґрунт, бульбоутворення затримається.
Про вегетативне походження бульби свідчить і наявність на молодій бульбі недорозвинених листочків у вигляді лусочок. Після їхнього відмирання на поверхні бульби залишаються дугоподібні рубці — брівки, у пазухах яких розміщуються три бруньки. Брівки разом з бруньками називають «вічками». Вони бувають глибокими — при заляганні бруньок у заглибленнях бульби, неглибокими — з розміщенням бруньок майже на рівні з поверхнею бульби та поверхневими, коли бруньки виступають над поверхнею бульби, утворюючи горбик.
Вічка розміщуються на бульбах спірально. Кількість їх на бульбах середнього розміру — 6-12, на великих — до 15-20. Найменше вічок у нижній частині бульби, найбільше — у верхній. Життєздатність бруньок у вічку неоднакова, найвища — у середньої бруньки. При садінні бульб або, коли їх пророщують перед садінням, проростають не всі бруньки, а лише третина-чверть, переважно на верхівці бульби.

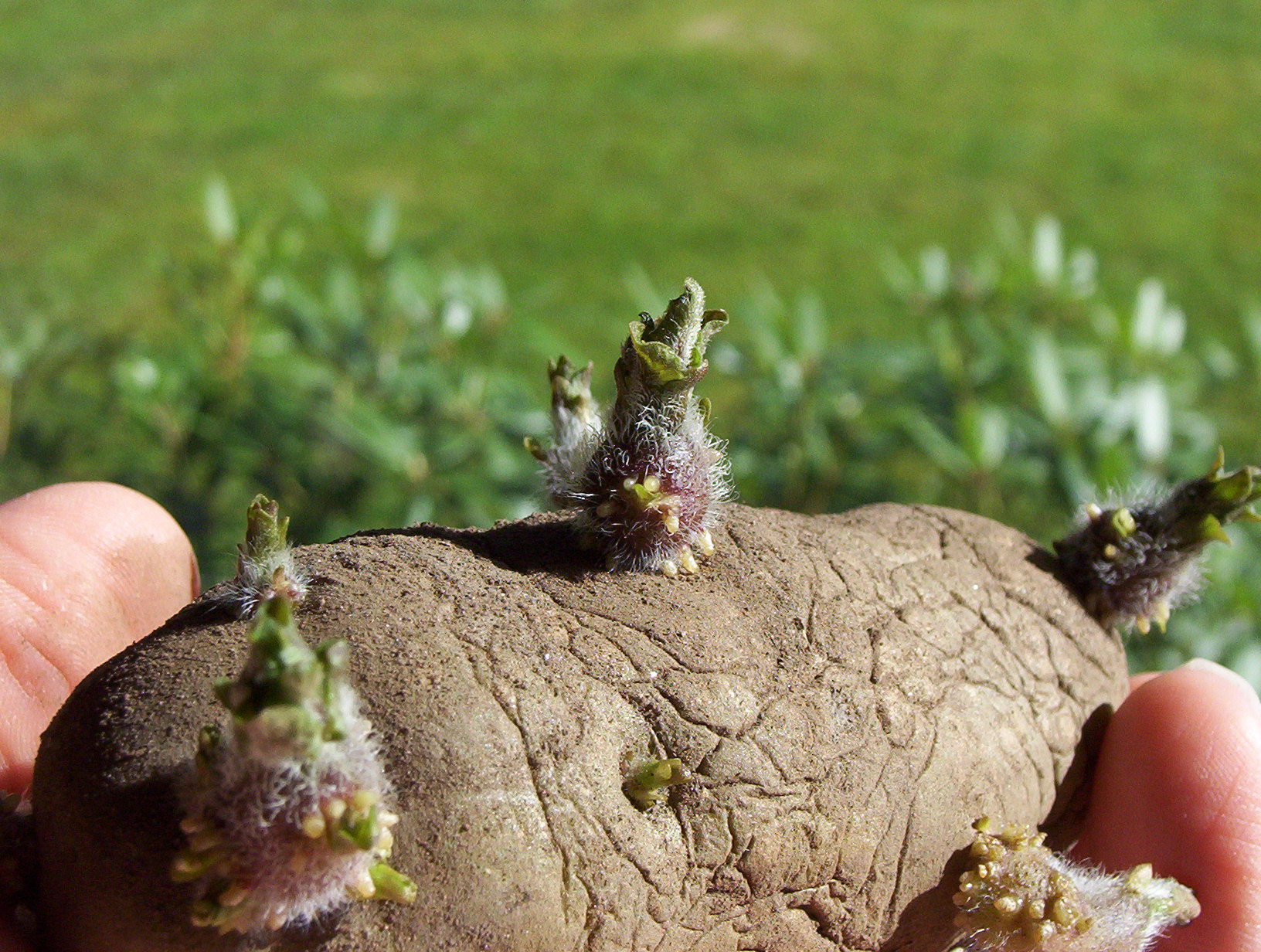
Насіннєва бульба з паростками

Паростки, які утворюються з бруньок бульб, бувають світловими, напіветіольованими та етіольованими. Світлові паростки з'являються на бульбах, які проростають на денному світлі. Залежно від сорту вони можуть бути зеленими, червоно-фіолетовими, синьо-фіолетовими або синіми. Етіольовані паростки утворюють бульби, які проростають у темряві. Забарвлення їхнє біле або жовто-біле. Напіветіольовані паростки бувають у бульб, які проростають при недостатньому денному освітленні. Вони бувають синьо-фіолетовими або червоно-фіолетовими.
На поверхні бульби є багато сочевичок — невеликих світлих отворів, через які здійснюються дихання і транспірація води.
Нижня частина бульби, яка ще називається пуповиною, основою, столонним заглибленням, або впадиною, та якою бульба з'єднується зі столоном; протилежна від неї — верхня частина, або верхівка бульби з верхівковою брунькою.
За формою бульби бувають округлими, овальними або видовженими. В округлих бульб в усіх напрямах розміри майже однакові, в овальних — один з напрямів перевищує інші у 1,5 рази, у видовжених — удвічі і більше. Є сорти з проміжною формою бульб — яйцеподібною, плоскоовальною, бочкоподібною та ін.
Вкриті бульби гладенькою, лускуватою або сітчастою шкіркою.
Забарвлення м'якуша бульб різне — біле, жовте, світло-рожеве, іноді червоне, синє. Поверхня бульб також має різне забарвлення — біле, жовте, рожеве, червоне, синьо-фіолетове тощо.
Доведено, що розмір бульб можна збільшити, продовжуючи фазу їхнього росту, але і в цьому випадку спадковість сорту відіграє важливу роль.
Природа процесу бульбоутворення і їхнього росту ще недостатньо вивчена. Проте існують думки щодо впливу на нього генетичних особливостей рослин до бульбоутворення і внутрішніх фізіологічних умов, у межах яких відбувається реалізація спадкової природи сортів.
Товарними бульбами вважають ті, середня маса яких перевищує 40 г.

##### Анатомічнабудова бульби

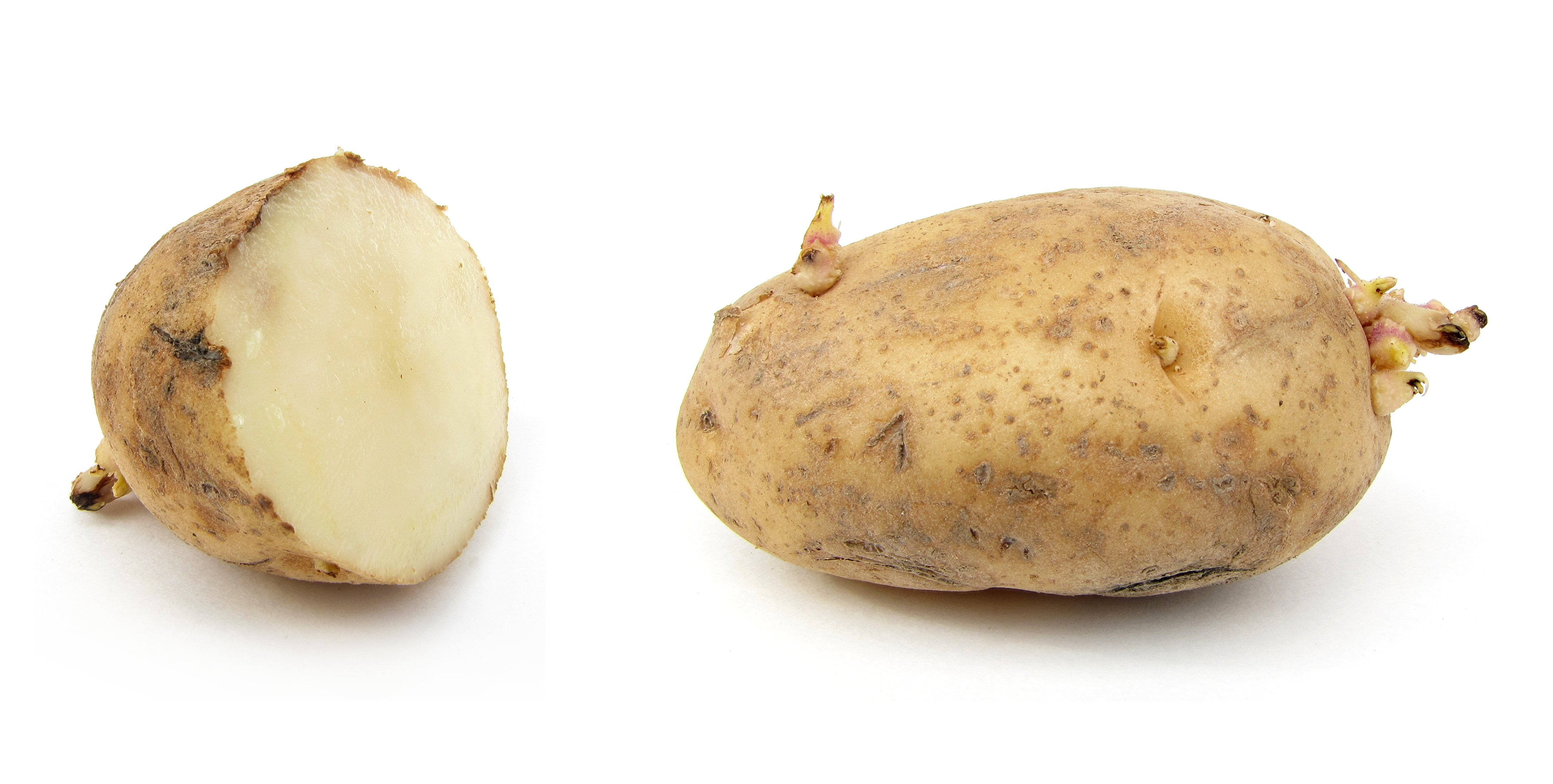
Бульба картоплі з вічками

На поздовжньому розрізі стиглої бульби під мікроскопом виразно видно такі елементи: шкірку (у молодої бульби епідерміс), кору, камбій, судинні пучки, серцевину.
Шкірка — зовнішній захисний шар бульби, складається з кількох рядів опробковілих клітин вторинної покривної тканини — перидерми. Під шкіркою розміщується кора, яка складається з паренхімних клітин, заповнених крохмальними зернами, та провідних елементів лубу — ситоподібних трубок флоеми. За корою розташований шар клітин камбію, з якого до центру бульби утворюються елементи ксилеми. Центральна частина бульби заповнена паренхімними клітинами серцевини, яка радіальними променями розходиться до вічок у місцях їхнього розміщення.
У паренхімних клітинах бульб містяться крохмальні зерна. Найбільша кількість їх знаходиться у внутрішніх клітинах кори і зовнішніх — серцевини, найменша — у складі водянистих клітин центральної серцевини.

## Хімічний склад

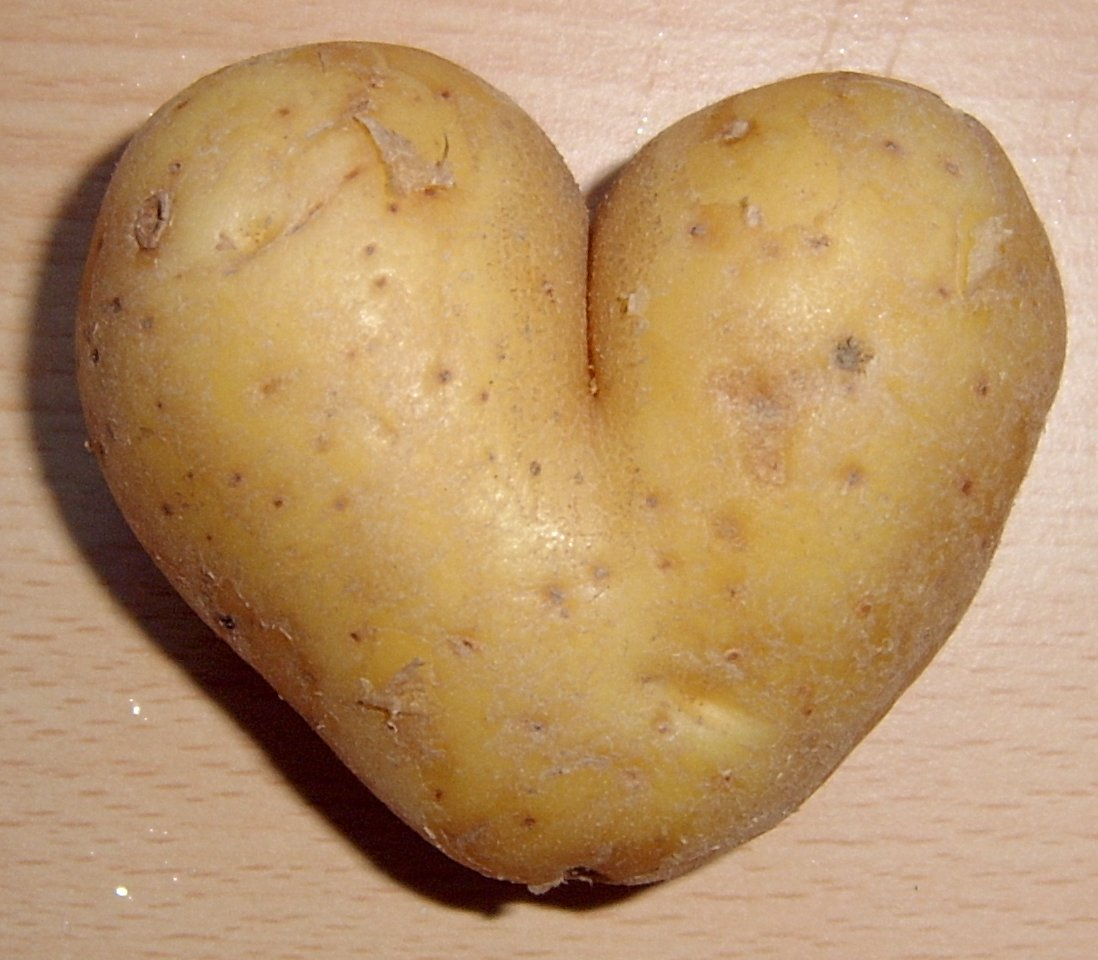
Бараболя

У бульбах знайдено вітаміни ретинол, рибофлавін, тіамін, піридоксин, аскорбінову кислоту, ергокальциферол, біофлавоноїди, нікотинову кислоту. З мікроелементів виявлено мідь, кобальт, нікель, йод, марганець.
Картопля містить 15-25 % крохмалю (бульби картоплі, залежно від місця вирощування і сорту, містять близько 25 % сухої речовини, основними складовими якої є крохмаль 80-85 %), близько 2 — білка (1,5-2,1 %; до 3 %), 0,3 % — жиру (0,3-0,6 %).
Див. також: Картопляний крохмаль
Білок картоплі (туберин; до 2 %) найбільш повноцінний із усіх рослинних. Білок картоплі містить 14 із 20 незамінних амінокислот, а коефіцієнт його поживної цінності порівняно з білком курячого м'яса, який вважається найповноціннішим для харчування людини, становить 0,85.
Кількість поживних речовин у бульбах картоплі при зберіганні постійно змінюється.
Бульби картоплі багаті на вітаміни. В них є аскорбінова кислота (10–54 мг%), майже весь комплекс вітаміну В (тіамін, рибофлавін, піридоксин, фолієва і нікотинова кислоти), каротиноїди, токофероли, нікотинамід, біотин та противиразковий фактор — вітамін U тощо. Особливо багатими на вітамін С є свіжозібрані бульби; після двомісячного зберігання кількість вітаміну С зменшується майже вдвічі.
Близько 1 % сухої речовини припадає на долю мінеральних речовин.
Із мінеральних речовин картопля найбагатша на калій (568 мг на 100 г сирої маси) і фосфор (50 мг). У ній містяться солі кальцію (12–15 мг%), магнію, заліза (1 мг%) сірки, марганцю, йоду, нікелю, кобальту, міді та ін.
Крім того, в бульбах картоплі знайдено стерини (стигмастерин, кампестерин, ситостерин), ліпіди та органічні кислоти (кавову, хлорогенову, лимонну, щавлеву, яблучну).
Вся надземна частина рослини і шкірка бульб містять глюкоалкалоїди, головними з яких є соланін і чаконін.
У бульбах (м'якуші) міститься від 3 до 7-10 мг % соланіну, тому їх не використовують у сирому вигляді — це може викликати отруєння. На сонці (на світлі частина крохмалю перетворюється в соланін) вміст соланіну може досягнути до 20–40 мг% і бульби набувають гіркий присмак. При вмісті соланіну вище 20 мг%, а також позеленілі бульби без чищення — в їжу вживати не можна. У шкірці вміст соланіну становить 30-60 мг %, у проростках картоплі міститься 400—800 мг% соланіну. У великій кількості соланін знижує активність ферменту холінестерази, важливого для нервової системи. Ознака цього — головний біль, нудота, а також уповільнення реакцій на зовнішні подразники.
| Основний склад, г       | Основний склад, г | Мінеральні речовини, мг | Мінеральні речовини, мг | Вітаміни, мг            | Вітаміни, мг           | Органічні кислоти, мг | Органічні кислоти, мг |
| ----------------------- | ----------------- | ----------------------- | ----------------------- | ----------------------- | ---------------------- | --------------------- | --------------------- |
| Вода                    | 77,8              | Калій                   | 445,0                   | Водорозчинні вітаміни:  | Водорозчинні вітаміни: | Лимонна               | 510                   |
| Вуглеводи, в тому числі | 14,8              | Кальцій                 | 10,0                    | С (аскорбінова к-та)    | 17,0                   |                       |                       |
| крохмаль                | 14,1              | Фосфор                  | 50,0                    | В1 (тіамін)             | 0,11                   | Щавлева               | —                     |
| глюкоза                 | 0,24              | Магній                  | 25,0                    | В2 (рибофлавін)         | 0,045                  |                       |                       |
| фруктоза                | 0,17              | Натрій                  | 10,0                    | В3/5 (пантотенова к-та) | 0,4                    | Яблучна               | 90                    |
| цукроза                 | 0,30              | Залізо                  | 0,8                     | В6 (піридоксин)         | 0,4                    |                       |                       |
| Сирий протеїн           | 2,1               | Марганець               | 0,15                    | В9 (фолієва к-та)       | 0,007                  | Саліцилова            | 0,12                  |
| Сирий жир               | 0,1               | Мідь                    | 0,15                    | РР (ніацин)             | 1,22                   |                       |                       |
| Баластні речовини       | 2,5               | Цинк                    | 0,27                    | Жиророзчинні вітаміни:  | Жиророзчинні вітаміни: |                       |                       |
|                         |                   | Фтор                    | 0,01                    | Е (токоферол)           | 0,06                   |                       |                       |
| Йод                     | 0,004             | К                       | 0,05                    |                         |                        |                       |                       |
| Селен                   | 0,004…0,02        | Провітамін (каротин)    | 0,01                    |                         |                        |                       |                       |

## Господарське значення
Картопля — цінний продукт харчування. Картоплю культивують на полях і на присадибних ділянках. Вона має важливе значення у раціоні харчування усіх груп населення. На городах України під неї відводять до 70 % площ.
Бульби картоплі широко використовують у різноманітних галузях промисловості для виробництва крохмалю, спирту, молочної кислоти, ацетону. Крохмаль картоплі використовують для виробництва понад 500 найменувань продукції харчової, паперової, текстильної, деревообробної, будівельної, керамічної, хімічної і фармацевтичної індустрії. З одиниці посівної площі картоплі можна отримати утричі більше крохмалю, ніж із зернових культур, а отже, більше спирту. Культура придатна для виробництва біоетанолу. Бульби — сировина для виробництва медичних, фармакологічних і харчових продуктів.

### Харчова цінність
З картоплі можна приготувати майже 1000 страв. Її використовують у вареному, смаженому, тушкованому, печеному вигляді, а також заморожують і використовують у переробній промисловості. Завдяки підвищеному вмісту калію картопля сприяє виведенню з організму людини води та хлористого натрію, тим самим покращує обмін речовин. Картопля — основне джерело калію, який відіграє велику роль у нормалізації водного обміну та підтриманні нормальної роботи серця. Близько 40 % потреби населення у вітаміні С задовольняється за рахунок картоплі. Тому картопля є основним джерелом вітаміну С і вітамінів групи В. Зважаючи на велику роль цього овочу в харчуванні людства, Генеральна Асамблея ООН проголосила 2008 рік Міжнародним роком картоплі (англ. The International Year of the Potato).
У Китаї пагони бамбука подають до будь-якої страви, як у нас картоплю.

### Лікувальна цінність
Бульби картоплі широко застосовують як високодієтичний продукт при лікуванні хвороб нирок, печінки та ін. Картопля є сировиною для одержання крохмалю, глюкози, спирту і молочної кислоти, які широко використовують у лікувальній практиці.

#### Картопляний сік
Сік із бульб картоплі має антиацидні, протизапальні, ранозагоювальні, спазмолітичні й сечогінні властивості; він сприяє зниженню артеріального тиску (дія ацетилхоліну), нормалізує функцію кишечника. Застосування картопляного соку показане і дає добрий терапевтичний ефект при гастритах, і виразці шлунка, які супроводяться підвищеною секрецією шлункового соку, при спастичних запорах і диспепсії та при стійких головних болях. Побічних явищ при лікуванні сирим картопляним соком не відмічено. Вживання соку картоплі — один зі способів нормалізації кислотності шлункового соку при лікуванні виразкової хвороби шлунка та дванадцятипалої кишки.
Для одержання соку добре помиті й витерті насухо бульби, без паростків і позеленілих ділянок, які містять підвищену кількість соланіну, разом з лушпайками труть на тертці або пропускають через м'ясорубку, а одержану мезгу відтискають через 2 шари марлі.
У народній медицині використовують сік червоних бульб картоплі для лікування виразкової хвороби з підвищеною секрецією шлунка. Сік вживають по 70-100 мл за 30 хв до їди протягом 2-3 тижнів. Такі курси повторюють навесні і пізньої осені.

#### Фітонциди
Фітонциди картоплі здавна використовують для лікування неспецифічних захворювань верхніх дихальних шляхів (використовують для інгаляції носоглотки та горла). Беруть дрібну картоплю, добре миють і варять до повної готовності у щільно закритому посуді. Потім зливають гарячу воду не знімаючи кришки, на варену картоплю кладуть кілька ложок м'яти перцевої, чебрецю звичайного та листків евкаліпта, кришку залишають ледь відхиленою. Посуд з картоплею добре вкривають ковдрою і через залишений отвір вдихають гарячу пару ротом. Такі інгаляції рекомендують один раз на день, перед сном, протягом 5-7 діб. При катарах верхніх дихальних шляхів вдихають пару гарячої подавленої картоплі, звареної «в мундирі».

#### Картопляна дієта
Запечену, несолону картоплю вживають при ниркових і серцево-судинних захворюваннях.

Як діуретичний засіб рекомендується науковою і народною медициною картопляна дієта.

#### При головних болях
Нарізані шматочки зі свіжої картоплі, прикладені до скронь, знімають головний біль.

#### Дерматологія і косметологія
У косметичній практиці перетерту сиру або зварену «в мундирі» картоплю вводять до складу живильних масок (при сухій шкірі, сонячних опіках тощо). Наприклад, з вареної бульби, змішаної з молоком та яєчним жовтком, можна зробити поживну маску на обличчя.
Перетерту сиру картоплю широко використовують у дерматології й косметиці: лікують гноячкову екзему, піодермію, дерматити, опіки, гнійні рани, виразку гомілки та інші виразкові хвороби шкіри.
У випадку виразки гомілки на всю уражену поверхню кладуть шар тертої сирої картоплі завтовшки 0,5–1 см, накривають серветкою з 6–8 шарів марлі й залишають у такому стані на 4–5 годин, періодично зволожуючи пов'язку свіжим соком картоплі. За умови щоденного проведення процедури виразки епітелізуються приблизно за З тижні.

#### При отруєннях
Крохмаль, зокрема, приймають всередину і в клізмах як обволікаючий засіб при отруєннях для захисту слизової оболонки шлунка. Застосовують його у вигляді киселю після звільнення шлунка.

#### Використання наземної частини рослини
Останнім часом увагу дослідників привертає і надземна частина рослини як джерело для одержання алкалоїду соланіну, який за хімічною будовою близький до кортикостероїдів і серцевих глікозидів. У великих дозах соланін спричиняє тяжкі отруєння, а в малих зумовлює стійке й тривале зниження артеріального тиску, збільшує амплітуду і зменшує частоту серцевих скорочень, виявляє протизапальну, болетамувальну і протиалергічну дію. Це підтверджує використання настою квіток картоплі у народній медицині як засіб, що має гіпотензивні властивості і збуджує дихання.

### Енергетична цінність як сировини для біопалива
Картопля належить до енергетичних рослин європейської кліматичної зони, що використовуються для виробництва біоетанолу.

### Використання картоплі на корм. Агробізнес
Картоплю використовують на корм переважно при відгодівлі свиней. У США 1 % вирощеної картоплі використовують на корм, а в ЄС — 9 %, що пов'язано з переводом кормової бази спеціалізованих свиновідгодівельних господарств на зерно. Це зумовлено тим, що урожайність зернових культур, порівняно з картоплею, має більший ріст і менші затрати на вирощування. Тому доля оброблюваних під картоплю земель знизилась на рахунок підвищення долі зернових. У інших країнах картопля має велике значення як кормова культура. Зазвичай, картоплю згодовують тваринам у маленьких і підсобних господарствах.
Перетравлюваність картоплі у всіх видів тварин висока. Свині можуть використовувати картопляний крохмаль лише після руйнування клітинних оболонок і структури крохмальних зерен парою, інакше у тварин з однокамерним шлунком ензиматична дія амілази в тонкій кишці не відбувається, і картопля погано перетравлюється. Для запобігання цьому картоплю обробляють при температурі 90-100 °С протягом 40-45 хвилин, а втрати сухої речовини картоплі при цьому складають 5-6 %. Для руйнування зерен крохмалю достатньо обробки картоплі парою при 62-70 °С, що дозволяє зберегти 30 % затрат на енергію і втратити лише до 1-1,5 % сухої речовини, але перетравність азотистих речовин в тонкому кишечнику знизиться при цьому з 60 до 30 %, а лізину — з 71 до 45 %; добовий приріст живої ваги зменшиться на 30-35 %.
Картопля має низьку щільність енергії і мало структурних елементів. Поживність 1 кг картоплі — 0,3 кормові одиниці. В агробізнесі картопля займає незначне місце, хоча є предметом міжнародної торгівлі для харчових цілей.
Важливе місце в агробізнесі займає насіннєва картопля. Найбільшими виробниками є Нідерланди, Німеччина, Велика Британія і Франція, які володіють, приблизно, 83 % всієї площі розмножування посадкового матеріалу в ЄС.

## Вирощування
У кімнатних умовах картоплю та коренеплоди виростити не вдасться, оскільки вони потребують глибоко обробленого ґрунту. При вирощуванні в кімнатних умовах, при її пишній, потужно розвинутій траві — утворюватимуться лише зачаткові, величиною з горошину бульбинки.

### Умови культури
Картопля досить вимоглива до клімату, проте розмаїтість сортів дає змогу вирощувати її майже на всій території України. Бульби картоплі починають проростати при температурі 8-10 °С. Картопля не витримує низької температури і при −1 −2 °C гине. Найкраще рослини ростуть при температурі 20 °C, а бульби — при 15-18 °С. Якщо тривалий час стоїть спекотна погода (температура понад 30 °C), то бульби не утворюються. В умовах високої температури якість бульб погіршується, вони передчасно старіють, а після випадання дощів з їхніх вічок починають рости столони, на яких утворюються нові бульби. Тому для утворення бульб оптимальною є температура ґрунту близько 20 °C, за якої асиміляція вуглецю відбувається найбільш інтенсивно. Після формування бульб рослинам потрібна температура ґрунту 15-18 °С. Ці особливості використовують для боротьби з виродженням картоплі за допомогою літнього садіння.
Картопля досить вимоглива до вологи. Оптимальним запасом вологи в ґрунті для неї є 70-85 % найменшої вологоємкості (НВ). Протягом вегетаційного періоду потреба рослин у волозі змінюється. У першій фазі росту картоплі потрібно значно менше вологи, ніж у період бутонізації, цвітіння і бульбоутворення. Але надмірна кількість опадів (вологи) саме у період бульбоутворення призводить до розростання бульб і утворення на них наростів (діток), насамперед на передчасно достиглих бульбах. Транспіраційний коефіцієнт картоплі значною мірою залежить від метеорологічних умов і коливається в межах 300—600 г води на 1 г сухої речовини.

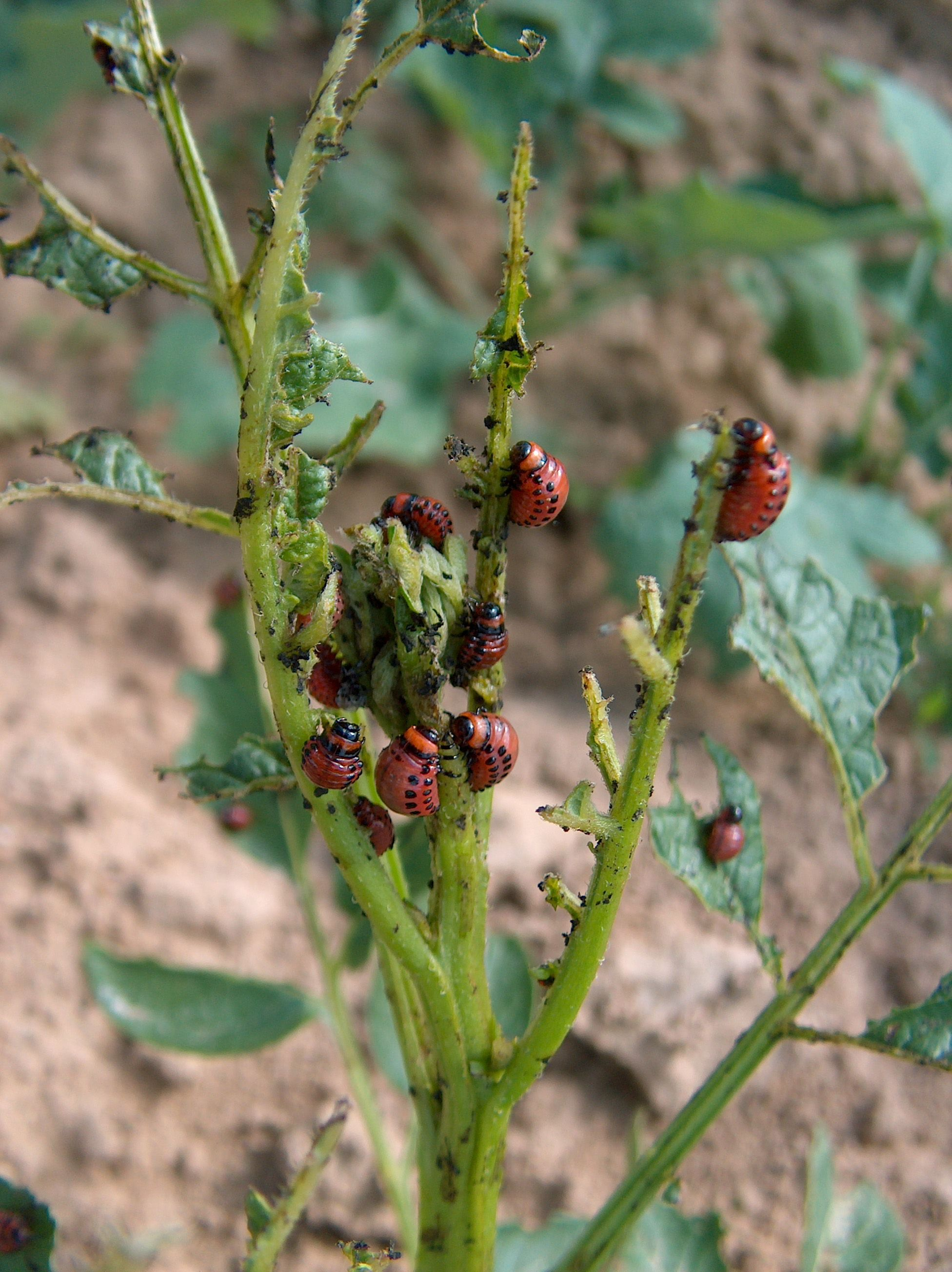
Личинки колорадського жука на картоплі

За своїми біологічними особливостями вона потребує гарної аерації ґрунту, оскільки коренева система і столони поглинають багато кисню з ґрунтового повітря. У надмірно зволоженому, щільному ґрунті вміст кисню знижується до 2 % і нижче, а вміст вуглекислоти зростає до такого рівня, що бульби задихаються і загнивають. Першою ознакою нестачі повітря є поява на поверхні шкірочки бульб (на сочевичках) білих горбочків. У таких випадках слід вжити заходів для поліпшення аерації — провести глибоке розпушування.
Картопля — культура «пухких» ґрунтів. Найпридатніші для неї легкі та супіщані, суглинкові ґрунти, в які легко проникає волога та повітря і які містять достатню кількість поживних речовин. Щільність ґрунтів для гарного росту і розвитку рослин має бути в межах 1-1,2 г/см³. На щільних, важких ґрунтах поява сходів затримується на 5-6 днів, рослини відстають у рості, мають меншу асиміляційну поверхню, знижується врожайність, а бульби деформуються, коренева система поверхнева і погано розвивається. Картопля найкраще росте при слабокислій і нейтральній реакції ґрунтового розчину (рН 5,2-7). Важкі карбонатні ґрунти мало придатні для картоплі.

### Сівозміни з чергуванням культур
Найкращими попередниками для картоплі є озимі зернові, оборот пласта багаторічних трав, зернобобові суміші, соя, люпин, кукурудза та чорний пар. При сильному ураженні бульб паршею картоплю бажано висаджувати після озимого жита, бобових, зернобобових культур, а також після люпину, озимого жита.
За наявності стеблової нематоди найкращими попередниками є віко-вівсяна суміш, озимі зернові, чорний пар.
Такі культури як гречка, кукурудза та червона конюшина сприяють нагромадженню у ґрунті стеблової нематоди. В районах, де поширене фузаріозне в'янення, картоплю висаджують після люцерни та гороху.
При сильному зараженні ґрунтів дротяниками, несправжніми дротяниками та личинками травневих хрущів краще попередньо висівати просо, льон, горох, вику, гірчицю, що мало пошкоджуються цими шкідниками.
Повертати картоплю на одне і те ж поле слід не раніше, ніж через 4 роки. Це необхідний прийом для очищення ґрунту від збудників хвороб і запобігання нагромадженню шкідників.

### Добір сортів
| Сорти картоплі. Різноманітність кольорів, форм і розмірів | Картопля сорту «Синя шведа» | Сорт «Бамберг» | Різні сорти картоплі на ринку |

В Україні на городах, дачних ділянках, фермерських і колективних господарствах вирощують понад 100 сортів картоплі, з яких 60 % сорти вітчизняної селекції.
Існує кілька класифікацій сортів: за типом вирощування і урожайністю, за строками достигання і за господарським призначенням.
Сорти екстенсивного типу мають врожайність 150—200 ц/га. Потенційна врожайність сортів інтенсивного типу — 500—800 ц/га. Проте ці сорти надзвичайно вимогливі до агрофону та культури землеробства.
За строками дозрівання сорти поділяють на 5 груп: ранньостиглі (80-100 днів), середньоранні (100—115 днів), середньостиглі (115—125 днів), середньопізні (125—140 днів) та пізньостиглі (понад 140 днів).
За господарським призначенням сорти поділяють на столові, технічні, столово-технічні, кормові, універсальні, придатні до виготовлення напівфабрикатів.
Найпоширеніші в культурі столові сорти, бульби яких відзначаються найвищими смаковими якостями — мають ніжну м'якоть, не темніють, містять 12–16 % крохмалю, багаті вітаміном С. Їхні бульби здебільшого округлі або овальні, з поверхневим розміщенням вічок. В Україні вирощують такі столові сорти: — Астерікс, Берегиня, Бородянська рожева, Водограй, Гарт, Віра, Карлена, Коруна, Кобза, Либідь, Поран, Молодіжна, Посвіт, Пролісок, Обелікс, Ольвія, Санте, Синтез, Слов'янка та ін.
Бульби технічних сортів характеризуються високим вмістом крохмалю — понад 18 %.
В Україні вирощують такі столово-технічні сорти — Темп, Щедрик, Княгиня, Зарево, Ласунак, Ікар та ін.
Кормова картопля переважає інші підвищеним вмістом білків (до 2-3 %) та сухих речовин.
Універсальні сорти за вмістом крохмалю і білків, смаковими якостями бульб посідають проміжне місце між столовими й технічними сортами. Універсальні сорти — переважно ранні та середньоранні сорти — Повінь, Левада, Серпанок, Дніпрянка, Обрій. Їхнє створення і впровадження частково вирішує проблеми зміни клімату.
Серед сортів, що набули найбільшого поширення — Серпанок, Слов'янка, Тирас, Фантазія, Скарбниця, Тетерів.
Сьогодні поряд з урожайністю, стійкістю до хвороб і шкідників, високими смаковими якостями, придатністю до переробки не менш важливого значення набуває зовнішній вигляд бульб, забарвлення м'якоті.
Двоурожайні сорти для півдня України: Слаута, Фотинія, Кіммерія(Світанок київський х Словянка), Мелодія, Загадка, Зов — перші успішні сорти, що добре виконують поставлені завдання.
Працюють на полях Росії Лугівська, Водограй, Слов'янка і хоча займають 5 % картопляних площ, — зарекомендували себе добре (50 % насаджень становлять російські сорти).
Найсмачніші сорти Мирослава, Адрета, Темп, Світанок Київський, Левада, Случ, Роза голд, Забава (F2 Словянка), Скарбниця.
Існують також так звані «місцеві сорти картоплі», що посідають особливу нішу серед інших генетичних ресурсів і є важливим та цільовим складником генофонду картоплі для практичного селекційного використання.
Див.також: Перелік сортів картоплі за стійкістю до хвороб

### Підготовка насіннєвого матеріалу
Для посадки використовуюся бульби насіннєвої картоплі, які за посівними якостями мають відповідати державним стандартам (ДСТУ 4013-2001. Сортові та посівні якості картоплі насіннєвої).
Бульби насіннєвого матеріалу мають бути одного сорту, однієї категорії, сухими, з затверділою шкіркою, мати типову для даного сорту форму та забарвлення.
У насіннєвому матеріалі не допускається наявність карантинних об'єктів відповідно до переліку, затвердженого Державною інспекцією з карантину рослин України. Бракуються партії посадкового матеріалу, який зібраний з полів, уражених картопляною нематодою.
Посадковий матеріал не повинен бути уражений стебловою нематодою, кільцевою, бурою бактеріальною, мокрою гнилями, паршею порошистою. Бульби, що були підморожені, з задухою, виродливі, роздавлені, порізані, з обідраною шкіркою, з виразками парші і склероціями ризоктонії не допускаються.
Картоплю, призначену для отримання ранньої продукції (ранні сорти) пророщують протягом 20-25 днів при температурі 16-20 °С, що дозволяє додатково відбракувати бульби з проявами хвороб та ниткоподібними ростками. Порізані бульби необхідно продезінфікувати в розчині одного з фунгіцидів для запобігання захворюванням.
Сортову чистоту та наявність хвороб у посадках насіннєвої картоплі визначають апробацією посадок за чинними інструкціями.

### Добрива
Мінеральні добрива. У 60-х роках минулого століття вважалось, що при посадці під кожну бульбу можна внести мінеральні добрива в кількості 4 грами аміачної селітри, 5 грамів суперфосфату, 2 грами калійної солі.
Дослідженнями останніх років доведено, що при зберіганні овочів упродовж 7 місяців уміст нітратів, порівняно із його вмістом під час закладання на зберігання, знижується, в картоплі — на 36,5 %.
При внесенні мінеральних добрив важливо дотримуватись їхнього оптимального співвідношення (NPK = 1:0,8:1,2) і пам'ятати, що переважання азотних добрив знижує стійкість рослин проти хвороб. Підвищенню стійкості сприяють фосфорнокалійні добрива, причому калію потрібно більше, ніж азоту і фосфору. Свіжий гній вноситься лише під попередник, щоб запобігти ураженню бульб паршею. Для запобігання парші доцільно частину азотних добрив замінити кислими формами (сульфатом амонію, суперфосфатом). Внесення аміачної води при оранці на зяб зменшує нагромадження дротяників.

### Догляд за посадками, зрошення, боротьба з бур'янами
Агротехнічні заходи складаються з: рихлення міжрядь, підгортання кущів, внесення добрив, знищення бадилля перед збором урожаю тощо.
Для картоплі характерний тривалий період від посадки до появи сходів. За цей час встигають зійти і вкоренитися безліч бур'янів, тому боротьбі з бур'янами в посівах картоплі в досходовий період приділяють серйозну увагу. Ефективність досходового обробітку зростає при своєчасному виконанні робіт, коли бур'яни ще не встигли вкорінитися.
До появи сходів здійснюють 2-3 міжрядні обробки і одну в період повної появи сходів.
В період вегетації картоплі здійснюють дві міжрядні обробки — підгортання. Їх можна здійснювати з одночасним внесенням для підживлення мінеральних добрив.
Залежно від засміченості поля бур'янами, погодних умов, фізичного стану ґрунту, його вологості, міжрядові обробки під час вегетації можна виконувати різним обладнанням.
Для зменшення кількості міжрядових обробок і більш ефективної боротьби з бур'янами застосовують також гербіциди.
В посівах картоплі найбільш поширеними бур'янами є щириця звичайна, лобода біла, редька дика, різні види осотів, березка польова, пирій повзучий, галінзога дрібноквіткова. Амброзія полинолиста — карантинний бур'ян, здатний значною мірою впливати на врожайність і якість картоплі.

## Шкідники картоплі
Картоплю пошкоджують різні види шкідників, серед яких виділяють багатоїдних або поліфагів — капустянка, ковалики, травневі хрущі, луговий метелик, та спеціалізованих — колорадський жук, картопляна міль (карантинний об'єкт), картопляний комарик.
→ Картопляна міль (карантинний об'єкт)

→ Колумбійська галоутворююча нематода (лат. Meloidogyne chitwoody). Небезпечний шкідник картоплі. (карантинний об'єкт)

→ Колорадський жук

→ Вовчок

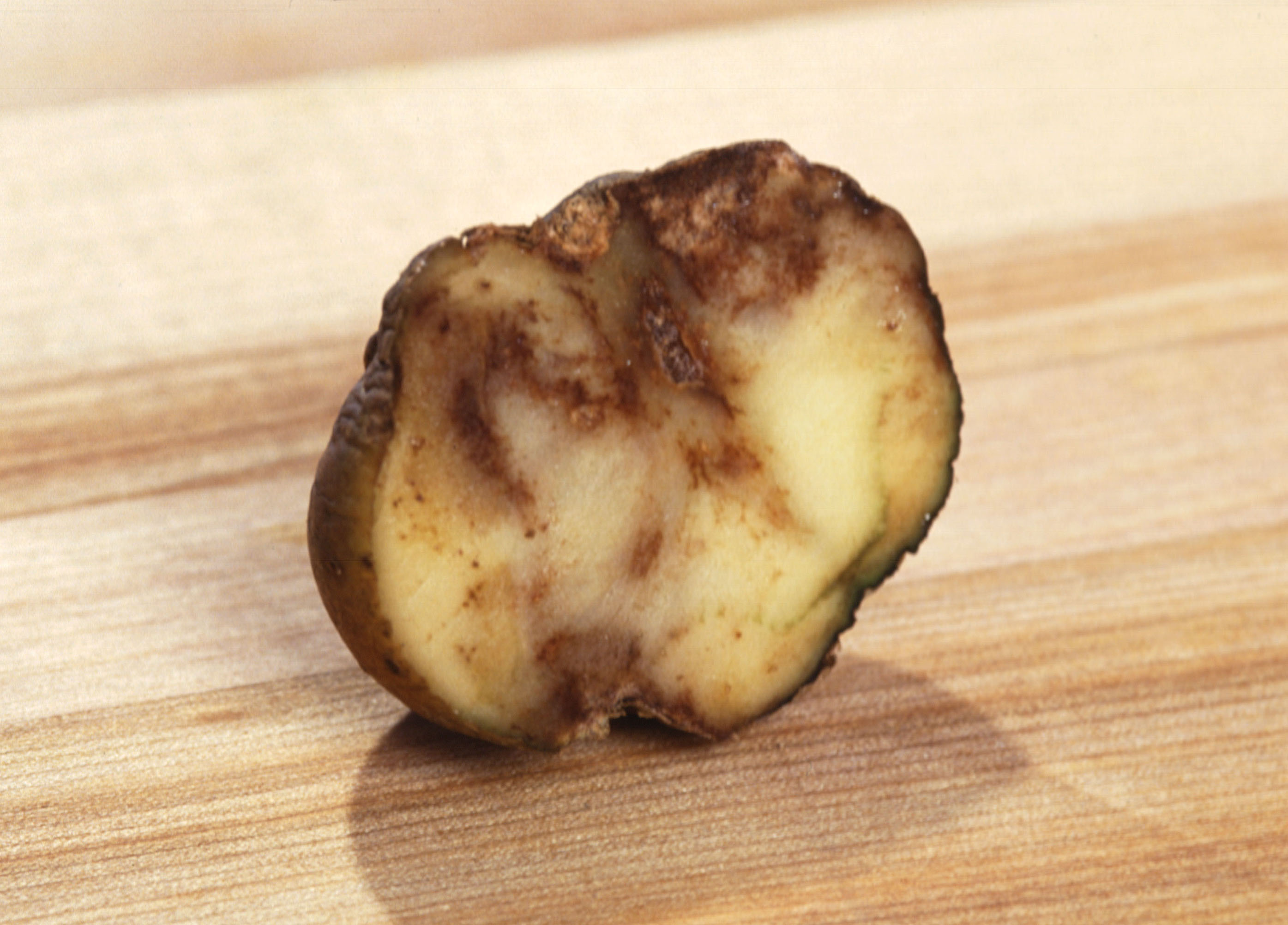
Картопля заражена фітофторозом

→ Золотиста картопляна нематода (лат. Globodera rostochiensis). При сильному зараженні ґрунту втрати картоплі можуть досягати 80 %.

→ Бліда картопляна нематода (лат. Globodera pallida)

→ Стеблева картопляна нематода (лат. Ditylenchus destructor)

→ Дротяники (личинки жуків роду Elateridae, Agriotes, Lacon, Athous, Corymbites).
У системах захисту картоплі значне місце належить хімічному методу з використанням пестицидів, який має бути раціональним, екологічно безпечним і економічно обґрунтованим. Метою цього має бути не цілковите знищення шкідливих організмів, а обмеження їхньої чисельності до економічно невідчутного рівня.

## Хвороби картоплі
Мікози: фітофтороз, альтернаріоз (суха плямистість), фузаріозне в'янення, ризоктоніоз (Ризоктонія картоплі).
Фітофтороз картоплі (бура гниль) — найбільш поширена хвороба картоплі, яка здатна скоротити врожай бульб, їхню якість. В Україні втрати врожаю від цього захворювання становлять 16-22 %, а в роки епіфітотій можуть сягати 50 %.
На бульбах картоплі переважають суха гниль, парша звичайна, фітофтороз, фомоз, мокра бактеріальна гниль, кільцева гниль.
Серед вірусних хвороб картоплі найбільш небезпечними є смугаста мозаїка (стрик), скручування листя, кучерявість листя, крапчаста мозаїка. Циркуляція збудників відбувається за системою бульба-стебло-бульба, де бульби є основним джерелом інфекції.
| Захворювання/збудник                                                                                   | Симптоми | Шляхи інфекції | Основні заходи боротьби |
| --- | --- | --- | --- |
| Бура гниль або фітофтороз (Phytophthora infestans)                                                     | Свинцево-сірі плями на лушпинні, червоно-коричнева м'якоть бульби (суха гниль) | Спорангії змиваються у ґрунт із наземної частини рослини | Вирощування відносно стійких сортів, здоровий посадковий матеріал, обробка полів фунгіцидами проти фітофторозу. Див. також: Боротьба з фітофторозом за допомогою фунгіцидів                                                                         |
| Тверда гниль (Alternaria solani)                                                                       | Темно-коричневі вдавлені плями різного розміру, під ними в м'якоті чорно-коричневі некрози | Конідії змиваються у ґрунт від зараженої наземної частини рослини. Зустрічається рідше, ніж інші гнилі. Конідії утворюються при високих температурах (+20 °С) | Здоровий посадковий матеріал. Обробка поля фунгіцидами. |
| Ризоктоніоз або чорна парша (Rhizoctonia solani)                                                       | Уражені стебла ослаблені або відмирають; рослини в'януть, інколи верхнє листя має антоціанове забарвлення і скручуються вздовж головної жилки. В пазухах листків можуть утворюватись дрібні повітряні бульби. Бульби дрібні, деформовані. На шкірці бульб тверді, чорні утворення (склероції) неправильних форм і різної величини. На паростках і коренях вдавлені бурі плями довжиною до 1 см. | Паростки заражаються від заражених бульб або склероциній у ґрунті. | Здоровий посадковий матеріал. Протруювання посадкових бульб препаратами Монцерен або Дітан М-45 |
| Звичайна парша (Streptomyces scabies)                                                                  | Неглибокі виразки неправильної округлої форми, діаметром від кількох міліметрів до 1 см і більше. Зливаючись, виразки часто утворюють суцільну кірку. За вираженістю виразок розрізняють чотири форми: опукла парша — має вигляд випуклих струпів або бородавок; плоска парша — на бульбах утворюються іржаво-коричневі струпоподібні виразки (на молодих бульбах); глибока парша — утворюються вдавлені в м'якоть (до 0,5 см) коричневі виразки різної форми, краї яких можуть бути припідняті, оточені розірваною шкіркою (на зрілих бульбах); сітчаста парша — у бульб утворюється суцільна шорстка поверхня у вигляді неглибоких борозенок, що перетинаються у різних напрямках. | Бульби інфікуються наявними у ґрунті актиноміцетами, особливо на легких ґрунтах. Збудник проникає у картоплини, які ростуть, крізь шкірку, потім крізь чечевички і пошкодження. | Стійкі сорти, застосування фізіологічно кислих добрив, вапнування у інших ланках сівооборотів. Заорювання у ґрунт сидератів (гірчиця, люпин, вика). Достатнє забезпечення бором, марганцем і магнієм. Ранній початок зрошування.                    |
| Рак картоплі (Synchytrium endobioticum)                                                                | На всіх підземних частинах рослини (бульби, столони, стебла) утворюються нарости зі складчастою або хвилястою поверхнею різної величини. Розміри можуть досягати 7-15 см і нагадувати за виглядом суцвіття квітної капусти. Молоді нарости білі, згодом стають світло-коричневими, а після цього темно-бурими. Коріння не уражуються. | Джерелом інфекції є ґрунт і бульби. Збудник зберігається у ґрунті у вигляді зимових спорангій до 15 років. Спорангії утворюються восени у наростах. Зооспори інфікують молоді бульби. | Вирощування стійких сортів. Карантинний об'єкт. |
| Суха гниль (Fusarium spp.)                                                                             | Зморщені плями на поверхні бульб з білою або червонувато-фіолетовою грибницею. Забарвлення відмерлої тканини від світло-коричневої до темно-бурої. | Наявні у ґрунті гриби заражають бульби через пошкодження тканин. | Бережні прибирання, сортування і транспортування. Зберігання при високій відносній вологості і в прохолодних умовах. Протруювання під час збору або в приміщенні у сховищі.                                                                         |
| Ґудзикова гниль (Phoma exiqua var. foveata; Phoma exiqua var. exiqua)                                  | На поверхні бульб блюдцеподібні вдавлення діаметром 0,5-2,5 см, які можуть з'єднуватись. Некрози всередині мякоті, порожнини, тріщини. Мертва тканина різко відділена від здорової. При вологих умовах на поверхні бульб — повітряний міцелій від білого до сірого кольору. | Спорангії, які вимиваються у ґрунт, інфікують бульби. Інфекція через пошкодження тканин під час збору, при сортуванні і транспортуванні. | Так само, що і проти сухої гнилі. |
| Срібляста парша (Helminthosporium solani)                                                              | Типові симптоми часто зустрічаються лише під час зберігання. При зборі бульб вони або непомітні, або у формі бурих злегка вдавлених плям. Під час зберігання на поверхні бульб з'являються типові срібні плями різної величини і форми. Гриб заселяє перидерму бульб. При високій відносній вологості повітря або мокрій поверхні бульби утворюються конідієносці з типовими конідіями. | Інфекція дочірніх бульб після утворення перидерми із контамінованого ґрунту або великої маточної бульби. Поширюється при великій ґрунтовій вологості конідіями від рослини до рослини у ґрунті, після збору бульб — при зберіганні. Інфекція бульб можлива при температурах від 3-27 °C (оптимальні температури від 9-21 °C) і відносній вологості повітря понад 90 % або мокрою поверхнею бульб. | Здоровий посадковий матеріал, протруювання бульб, швидка сушка бульб при зберіганні. |
| Мокра гниль (Erwinia carotovora subsp. carotovora) Чорна ніжка (Erwinia carotovora subsp. sepedonicus) | Гниль бульб починається на кінці бульби, де знаходиться пуповина. М'якуш перетворюється у кашоподібну масу від білого до рожевого забарвлення. На повітрі він темніє і має смердючий запах. Бульби розкладаються. Стебла і основи — чорні, зі зруйнованими тканинами. Листки жовтіють, листкові долі скручуються догори. Загальна депресія росту. | Бактерії поширюються повітрям і ґрунтом різними шляхами, але на картопляному полі головним джерелом інфекції є гнилі, латентно заражені або поверхнево контаміновані маточні бульби. Збудник передається також при зборі бульб, сортуванні і зберіганні. Інфекція — через механічні пошкодження тканин.                                                                                           | Здоровий посадковий матеріал. Бракування заражених рослин. Збалансоване внесення добрив. Бережні збір бульб, сортування, транспортування, післязбиральна переробка і зберігання. Триматись оптимального режиму вологи і температури при зберіганні. |
| Кільцева гниль (Clavibacter michiganensis subsp. atroseptica)                                          | Зовнішніх симптомів на бульбах немає. Судинне кільце, починаючи від столонного кінця, від склоподібного до жовтуватого забарвлення, згодом утворюється м'яка гнилява маса. Листки жовтіють, листкові долі скручуються догори, рано відмирають. | Поширення почасти від латентно-заражених бульб. Інфекція — через механічні пошкодження тканин. | Здоровий посадковий матеріал. Вибракування пошкоджених рослин. Бережні збір, сортування, транспортування та післязбірна обробка. |
| Слизиста хвороба або бактеріальна бура гниль (Ralstonia solanacearum)                                  | Рослини в'януть. Буре забарвлення судин стебел, коренів, столонів і бульб, з яких виділяється бурий бактеріальний слиз. | Поширення разом з ґрунтовими частинками за допомогою води, вітру, машин і комах. Інфекція — через механічні пошкодження. | Здоровий посадковий матеріал; сівозміни. Вибракування пошкоджених рослин. Бережні збір, сортування, транспортування та післязбірна обробка. |

## Боротьба з шкідниками і хворобами
Проти комплексу шкідників картоплі застосовують біологічні і хімічні засоби захисту.
Одним із цілеспрямованих, екологічно та економічно виправданим при захисті рослин від хвороб, що передаються через ґрунт і насіння, та кількох шкідників, є протруєння бульб.
Вважається, що серед засобів захисту картоплі від хвороб і шкідників найбільш економічно вигідним є створення і швидке впровадження у виробництво стійких сортів. Водночас на шляху застосування селекційного методу захисту картоплі від фітофторозу існує проблема, пов'язана з відсутністю у виду S.tuberosum L. ефективних генів резистентності проти хвороби. Споріднена еволюція диких, а іноді й культурних видів картоплі та збудника фітофторозу зумовила наявність серед них високої стійкості проти патогену. Залучення таких видів у практичну селекцію дає змогу отримувати вихідні форми з високим проявом ознаки.

### Генна модифікація картоплі
Суть модифікації полягає в тому, що в ДНК картоплі трансплантують (вживляють різними методами) ген ґрунтової бактерії бацилюс тюрингієнзіс (Bacillus thuringiensis). Цей ген продукує токсичний для жуків та метеликів, але безпечний для людини білок, який накопичується в надземній частині рослини.

## Виродження сортів картоплі
Внаслідок вегетативного розмноження сорти картоплі схильні до виродження. В одних сортів цей процес відбувається швидко, і їх можна вирощувати нетривалий період часу, у інших — повільно, і їх можна вирощувати декілька десятків років. Головною причиною виродження картоплі є ураження рослин вірусами. Ураження здорових рослин від інфікованих відбувається при механічних пошкодженнях у процесі садіння, догляду за рослинами, збиранні врожаю та передається сисними комахами під час вегетації (попелицями, цикадками тощо). Уражується картопля понад 20 вірусами. Нагромадження вірусів у бульбах викликає їхнє здрібнення, здерев'яніння, зниження продуктивності. Ззовні на рослинах інфекція проявляється у вигляді крапчатості, міжжилкової мозаїки, кучерявості та скручування листків, букетоподібного куща, жовтої карликовості, бронзової плямистості тощо. Найбільшої шкоди явище виродженості завдає у південних районах України з високими літніми температурами. Так, у степових районах України від виродження насіннєвого матеріалу втрачається майже 50 %, а у північних — 25-30 % врожаю.
Боротьба з виродженням сортів картоплі необхідна для підтримки високого потенціалу продуктивності рослин. Для оздоровлення насіннєвого матеріалу картоплі використовують метод меристеми, вирощують насіннєву картоплю у степових районах при літніх строках садіння свіжозібраними бульбами, використовуючи розчин стимуляторів (тіосечовину, гіберелін, роданистий калій, бурштинову кислоту), пересовуючи процеси формування бульб на періоди з помірними температурами. Ефективним заходом є недопущення заселення насаджень шкідниками — переносниками інфекції, вирощування безвірусного насіннєвого матеріалу в теплицях, фітопатологічні прочистки, видалення бульб із ниткоподібними паростками після весняного передсадивного прогрівання тощо.

### Омолодження насінневої картоплі
Омолодження насіннєвого матеріалу можна досягти, якщо прибирати картоплю весняної посадки відразу після цвітіння. Молоді бульби наступного року дають врожай значно вищий, ніж повністю дозрілі. Такий спосіб збирання станом на 1960 рік сприяв підтримці в невиродженому стані ранніх сортів у спекотних умовах Одеської області (понад 40 років), де вони за звичайних весняних посадках повністю вироджуються за два-три роки.

## Збір, транспортування, зберігання
|                                                 |  |  |
| Пам'ятна монета НБУ присвячена копанню картоплі |  |  |

Механізований збір виконують у два етапи. Для полегшення роботи, скорочення втрат і пришвидшення достигання бульб завчасно скошують траву картоплі. Час скошування встановлюють залежно від біологічних особливостей сорту і цілей його вирощування. У товарних посадках картоплі траву скошують за 5-7 днів до викопування бульб, а на насіннезаводних посівах траву картоплі рекомендується знищувати за допомогою хлорату магнію.

### Зберігання

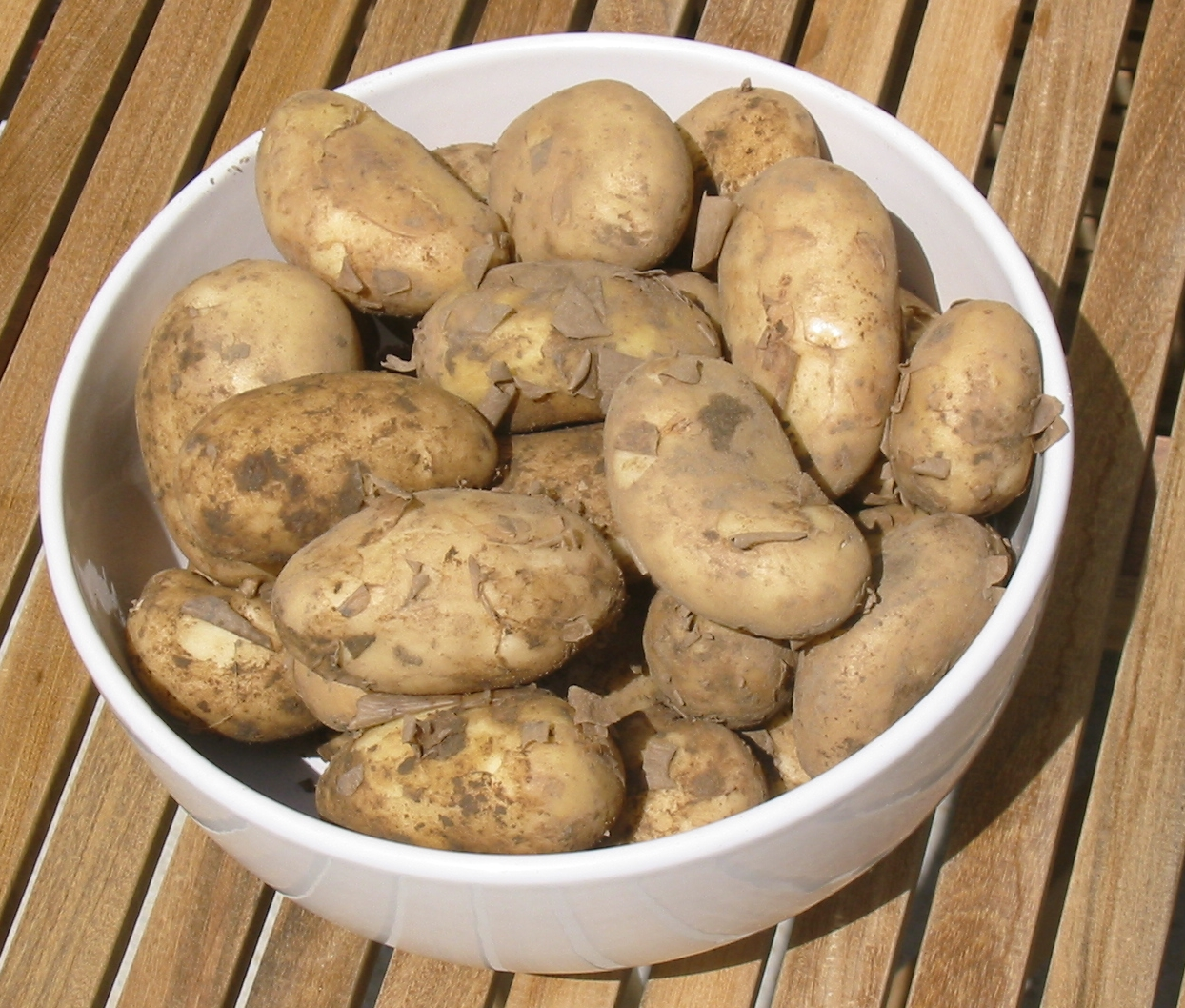
Молода картопля

Викопані із землі бульби картоплі дихають, в них відбуваються різні хімічні перетворення. Крохмаль переходить в цукор, який потім перетворюється у вуглекислий газ і воду. Якщо бульби тривало залишаються при температурі плюс 1 градус, то дихання сповільнюється; перетворення крохмалю у цукор продовжується, але використання цукру на дихання значно зменшується, він поступово накопичується. Однак, якщо перенести бульби картоплі в кімнату, — вони знову почнуть посилено дихати, стануть витрачати на дихання накопичений цукор і через декілька днів картопля придбає свій нормальний смак (зникне солодкість бульб).
Бульби обов'язково потрібно зберігати у темному місці. Через місяць, згодом два, три визначають вміст крохмалю в бульбах і роблять висновок при якій температурі дихання картоплі відбувається швидше.
Кількість поживних речовин, які містяться в бульбах картоплі, постійно змінюється. Найбагатші ними свіжовикопані бульби. Під час зберігання, бульби підсихають на повітрі, втрачають вологу, а також витрачають на дихання свої запаси крохмалю. Їх вага знижується.
Перед закладанням на зберігання картоплю обсушують на повітрі або вентилюють повітрям високої плюсової температури з вологістю 85-95 %, що сприяє загоєнню пошкоджень.
Післязбиральні періоди зберігання. При зберіганні продовольчої картоплі виділяють наступні періоди: післязбиральний (лікувальний — дозрівання), основний (період глибокого спокою) і весняний (після початку проростання бульб).
У лікувальний період, який триває 2-3 тижні, потрібна висока температура для визрівання бульб і заліковування механічних пошкоджень. Найсприятливіша температура 15-20 °C, відносна вологість повітря 55-95 %. До кінця цього періоду температуру слід знизити до 10 °C, а потім поступово (за 40-60 днів) довести до 2-5 °C (залежно від сорту) і підтримувати на цьому рівні протягом усього основного періоду зберігання.
Достиглі бульби охолоджують до температури: насінні до 2-3 °C, продовольчі 4-5 °C, бульби для технічної переробки 6-7 °C. Картопля містить понад 80 % води, тому зберігати її слід за високої вологості (80 %-90 %), яка має бути сталою, щоб підтримувався тургор її клітин. Ця продукція може самозігріватись, підмерзати, що призводить до втрат поживних речовин та розвитку мікрофлори. Тому навіть короткочасне зберігання плодоовочевої продукції потрібно раціонально організовувати.
Способи зберігання.
Картоплю, як і плодоовочеву продукцію зберігають навалом або у тарі (контейнери, ящики, піддони). Навалом зберігають картоплю у сховищах різного типу (наземних, напівзаглиблених, заглиблених) у буртах, траншеях або підвалах, обладнаних засіками. При зберіганні у засіках верхній шар бульб часто відпотіває і починається псування. Щоб захистити бульби від зволоження, іноді на них укладають шар буряка або обпилюють крейдою. Найрадикальніший спосіб запобігти запотіванню картоплі — зберігання її у дрібних ящиках, складених штабелями, що продуваються. При сортуванні, картоплю калібрують на калібрувальних (наприклад, вібраційних) машинах.

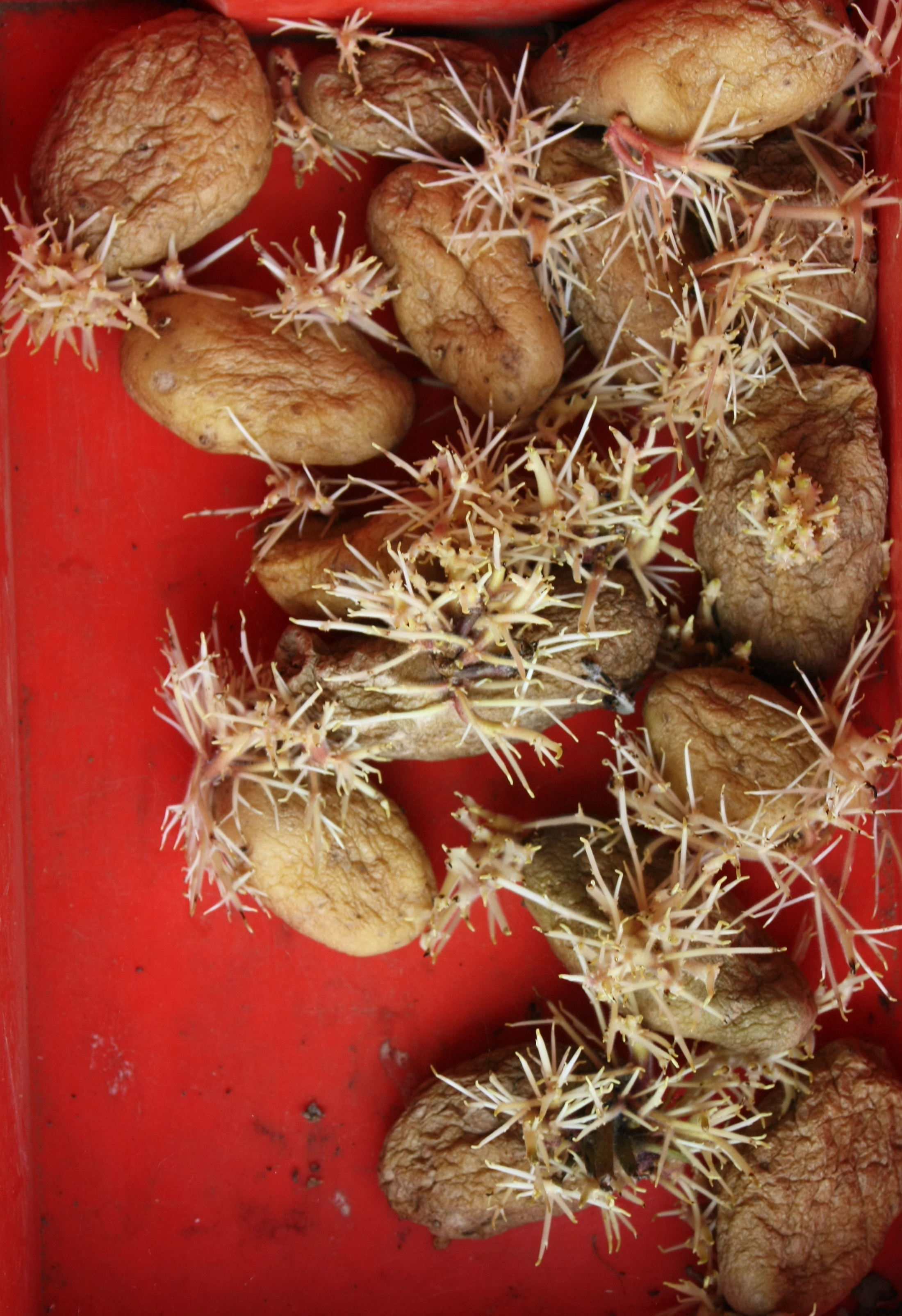
Результат неправильного зберігання

Зберігання продукції у буртах, кагатах і траншеях може бути неефективне, оскільки в них важко підтримувати оптимальний режим зберігання, є складності у механізації завантаження і вивантаження продукції та її реалізації взимку, значні затрати ручної
праці.
Стаціонарні сховища (спеціалізовані та універсальні) можуть вміщувати від 50 т до 20 тисяч т продукції. Як і тимчасові, вони бувають надземними (в теплій зоні), напівзаглибленими (у середній зоні) та заглибленими (в північній зоні). Головні вимоги до сховищ: належна тепло- й гідроізоляція, розрахована для певних господарських потреб місткість, наявність приміщень для сортування продукції, вентиляції.
За належної організації зберігання стандартної продукції втрати її незначні. Добре зберігається картопля у буртах з перешаруванням вологим піском, а також у складах з регульованими температурно-вологісним та газовим режимами.
У весняний період (починаючи з кінця лютого), щоб уповільнити проростання, температуру знижують на 1-3 °C порівняно з основним періодом.

#### Зберігання насіннєвої картоплі
Одним із заходів, що забезпечують кращу схоронність насіннєвих бульб картоплі є озеленення бульб.
Після прибирання бульби, відібрані на насіння, розстеляють тонким шаром, в один-два ряди, просто неба або краще під навісом. Раз на добу їх перевертають. Під впливом світла картопля починає зеленіти. Через 10–15 днів, коли розрізана навпіл бульба виявиться наскрізь зеленою, бульби зсипають у сховище.
На світлі частина крохмалю в бульбах перетворюється на соланін. У їжу і на корм тваринам зелену картоплю використовувати не можна — соланін отруйний, але він добре охороняє бульби від різних бактеріальних і грибних захворювань. Тому озеленені бульби картоплі можна безбоязно зберігати протягом року без перебирання. Навесні при посадці бульби добре сходять, і влітку рослини нічим не хворіють.

## Селекція картоплі
Селекція сортів картоплі на стійкість до найбільш небезпечних шкідників і патогенів — важливий резерв підвищення продуктивності картоплярства, що повністю відповідає вимогам екологічної безпеки. На сучасному етапі селекції картоплі залишається актуальним завданням створення високоякісних сортів із цінними ознаками. Селекціонери також працюють над підвищенням крохмалистості сортів.
Основою селекційної роботи є правильний добір батьківських форм, створення гібридних комбінацій з інтенсивним формоутворенням і отримання гібридного потомства з бажаним комплексом господарчо цінних ознак. Тому поєднання в одному сорті комплексу ознак є складним селекційно-генетичним завданням.

### Гібриди картоплі
За участю дикорослих і культивованих видів рослин роду пасльонових виводять гібриди.
У дослідах відомі різні за складністю міжвидові гібриди картоплі:
 — шестивидові:

|[{(S. acaule ×S. bulbocastanum)× S. phureja}×S. demissum]×S. andigenum |×S. tuberosum — п'ятивидові:
[{(S.acaule ×S. bulbocastanum)×S. phureja }×S. demissum]×S.tuberosum — чотирьох-видові:
{(S. demissum ×S. bulbocastanum) S. andigenum }×S. tuberosum — тривидові з різним ступенем бекросування:
(S. demissum ×S. bulbocastanum)×S. tuberosum
Відомо до 180 різноманітних бульбоутворюючих видів рослин роду Solanum

## Світова індустрія картоплі

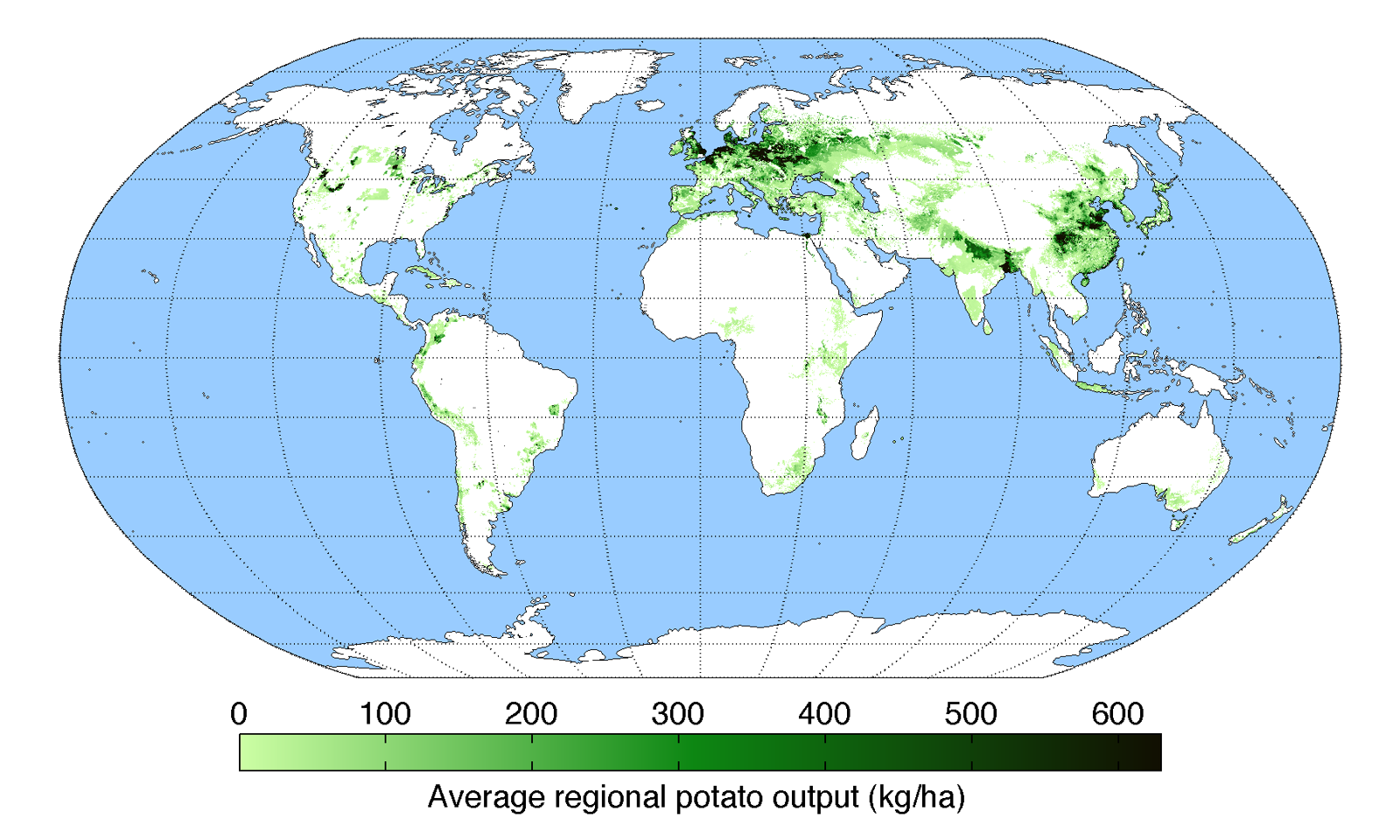
Регіони вирощування картоплі у світі

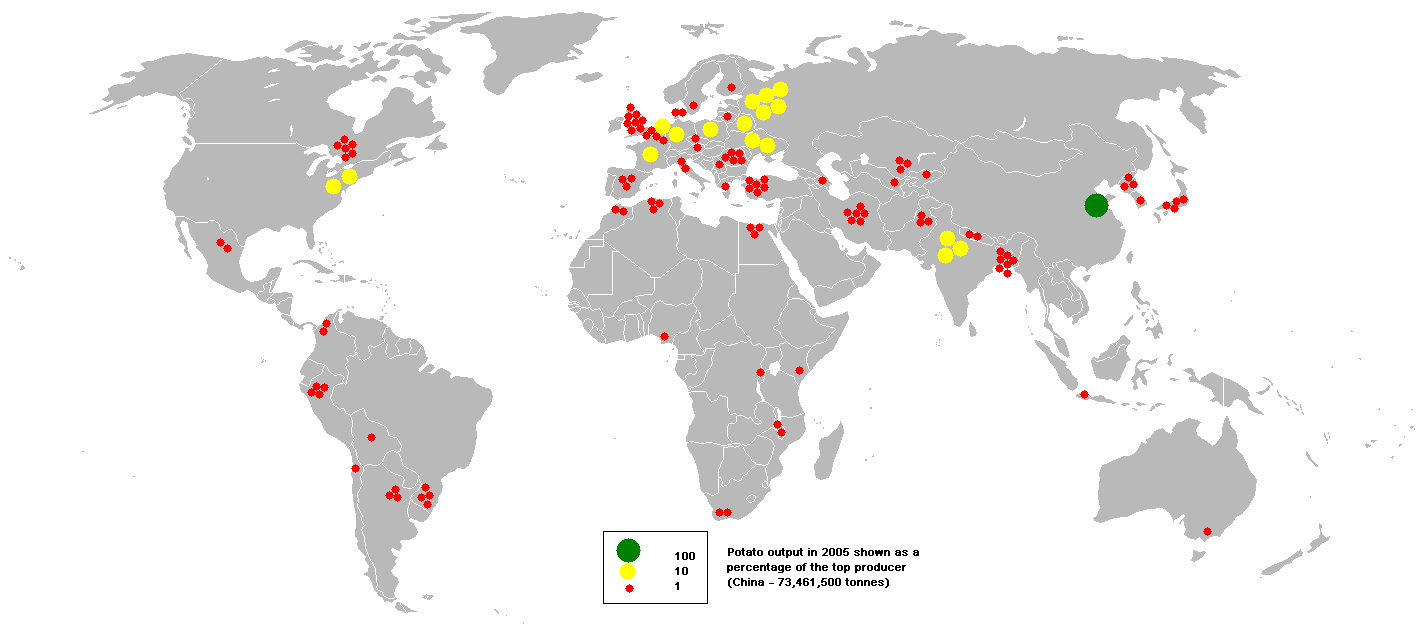
Виробництво картоплі у світі у відсотках для кожної окремо взятої країни в 2005 році порівняно з лідером Китаєм (100 % = 73 461 500 тонн)

Картопля — четверта за обсягом вирощування у світі продовольча культура, після рису, пшениці і кукурудзи. Вона залишається важливою сільськогосподарською культурою в Європі (особливо у Східній та Центральній Європі), де виробництво на душу населення як і раніше найвище в світі, але найшвидше зростання за останні кілька десятиліть відбулося у південній та східній Азії.
У світі вирощують понад 300 млн т картоплі. У країнах із розвинутим картоплярством середня врожайність її становить 300—400 ц/га (при світовій 140—150 ц/га), в Україні — лише 90-120 ц/га. Лідерами за урожайністю є США, Нова Зеландія, Німеччина, європейські країни, які збирають у середньому по 400 ц/га. У Новій Зеландії урожайність становить 50,2 т/га, у США — 44,6, у Білорусі — 21,2, в Україні не перевищує 14,0 т/га. Китай є найбільшою країною-виробником в світі, і майже третину картоплі в світі збирають у Китаї та Індії.
Зниження виробництва картоплі спостерігається в останні роки у 10 європейських країнах, які вступили до ЄС у 2004 році.
У міжнародній торгівлі картопля для харчових цілей посідає незначне місце, на відміну від насіннєвої картоплі, найбільшими виробниками є Нідерланди, Німеччина, Велика Британія і Франція, які володіють, приблизно, 83 % всієї площі розмножування посадкового матеріалу в ЄС.

### В Україні
Україна є одним зі світових лідерів валового виробництва картоплі і концентрує понад 6 % світового (15 % європейського) врожаю картоплі, посідаючи четверте місце у світі.
Картопля — єдина культура в Україні, що вирощується переважно домогосподарствами населення (городами, присадибами). На городи домогосподарств населення припадає 98 % усієї посадки цієї культури. Оскільки основне виробництво зосереджено в домогосподарствах населення, у 2010 частка виробленої картоплі в сільськогосподарських підприємствах та фермерських господарствах сягала лише 2,6 % від загального обсягу продукції.
Домогосподарства населення стали основними виробниками картоплі через низький рівень життя основної частини жителів країни, які змушені займатися самозабезпеченням і пошуком додаткових джерел надходження коштів. Тому фермерські господарства та сільськогосподарські підприємства суттєво не впливають на загальні обсяги виробництва картоплі. В умовах існуючого рівня технічної оснащеності домогосподарства населення мають змогу займатися виробництвом картоплі лише на обмежених земельних площах, що не забезпечує високого рівня ефективності.
Картопля майже не експортується (7 тисяч т в 2010 році), навіть навпаки, внаслідок неналагодженої логістики, просування продукції від дрібнотоварного виробника до різного рівня споживачів на ринку, Україна попри високі урожаї, в попередні роки навіть імпортувала картоплю.
Основну кількість картоплі українці реалізують у вересні — жовтні. Це спричинено тим, що реалізуючи картоплю в цей час, виробник економить на витратах на її зберігання, на збитках від псування продукції, а також на транспортно-реалізаційних витратах; реалізація продукції вирішує проблему її зберігання.
Структура використання картоплі у 2010 році:[джерело?]
- 31 % — Продовольче споживання
- 29 % — Витрати на корм
- 26 % — Витрати на посадку
- 8 % — Втрати
- 6 % — Нехарчова переробка. (Переважно виробництво крохмалю і продукції з нього)

#### Урожайність
Виробництво картоплі в Україні стабільне протягом кількох останніх років і коливається в межах 18-20 мільйонів тонн. Втрати при збиранні та зберіганні становлять 10-20 %.
Сприятливі природно-кліматичні умови України дозволяють вирощувати картоплю практично на всій території України. Найвища питома вага площ під картоплею — на Поліссі.
Найвищої врожайності вдається досягти на низинних ділянках Полісся на півночі та заході країни.
Урожайність картоплі в Україні у 2008 склала лише 139 центнерів картоплі з гектара, тоді як у лідерів рейтингу США, Німеччини, Нової Зеландії вона досягає 350—400 центнерів.
Найбільші врожаї в Україні у 2010 році отримані у Вінницькій, Київській та Львівській областях. Урожайність картоплі в 2010 році в Україні становила 12,8 тонн з га.
Станом на 1 листопада 2011 року усіма категоріями господарств було зібрано 24,05 млн т, що на 22 % більше за відповідний період минулого року. Середня урожайність становить 152 ц/га.

Виробництво картоплі в Україні у 2010 році.

2011 Україна отримувала рекордний урожай картоплі. За прогнозами урожай мав становити близько 25 млн т. Попри це зростання виробництва вплинуло на збільшення пропозиції внутрішнього ринку та зниження цін на продукцію. Очікувалось зменшення посівних площ 2012.
В Україні протягом тривалого часу наукові дослідження з картоплярства проводилися роздрібнено і як другорядні входили до землеробських програм. У створеному в 70-х роках Інституті картоплярства, головного в Україні, координація та виконання наукових досліджень систематизовані на плановій організаційно-методичній основі, здійснюються за єдиними науково-технічними програмами у 20 науково-дослідних установах. На галузь працюють Інститут картоплярства НААН України, дослідна станція, майже 20 установ виконавців, 19 опорних пунктів та 5 дослідних господарств.

### Споживання
Картопля і хліб є товаром нижчої споживчої цінності, і в економічній теорії значне споживання хліба та картоплі свідчить, що у людей немає грошей купувати якісніші продукти харчування.
Див.також: Видатки на їжу
Україна перебуває на третьому місці у світі за масштабом споживання картоплі на душу населення, поступаючись у цьому лише Білорусі (181 кг) та Киргизстану (143 кг). В Україні цей показник становить 136 кг.
Цікаво зазначити, що такий рівень споживання картоплі вважався потрібним у 1942 році в умовах воєнного часу. За підрахунками агрономів 1942 року випливало, що для однієї дорослої «міської людини» потрібно виростити 120 кг картоплі (враховуючи, що картоплю потрібно запасти на 8 місяців і що в день одна особа споживає 0,5 кг картоплі), а під цю культуру з цією метою мало бути відведено не менше 80 квадратних метрів земельної площі.
Споживання картоплі в регіонах України значно відрізняється. За даними Держкомстату України, високе споживання картоплі на одного жителя в рік спостерігалося у Сумській області.
У 2010 році середньостатистичний житель Сумщини споживав понад 191 кг картоплі. Картопля також є важливою частиною щоденної дієти в Івано-Франківській, Рівненській, Вінницькій, Хмельницькій та Тернопільській областях.
Менше за інших споживають картоплі жителі Запорізької, Миколаївської, Дніпропетровської областей та Автономної республіки Крим. У цих регіонах щорічно на кожного жителя припадає від 91 до 96 кг спожитої бульби.
В Україні науково обґрунтована норма споживання картоплі становить 124 кг на особу в рік, коли в ЄС — 81.
Різні етнічні групи мають різне уявлення про їжу, а тому культура споживання їжі відіграє важливу роль у міжетнічній взаємодії. Картопля є мотиваційною ознакою етнофобізмів на позначення ірландців і слов'ян — Potato Breath (картопляне дихання).
| Країна                  | До Другої світової війни | Роки       | Роки       | Роки       | Роки       | Роки  | Роки | Роки  | Роки  | Роки  | Роки  | Роки  |
| Країна                  | До Другої світової війни | 1948-1949* | 1950-1951* | 1955-1956* | 1957-1958* | 1970  | 1980 | 1985  | 1990  | 1995  | 2000  | 2001  |
| ----------------------- | ------------------------ | ---------- | ---------- | ---------- | ---------- | ----- | ---- | ----- | ----- | ----- | ----- | ----- |
| Бельгія                 | 156,1                    | 141        | 159        | 150        | 149        | 121,9 | 96   | 100,3 | 89,9  | 94,1  | 94,1  | 94,5  |
| Данія                   | 120                      | 137        | 150        | 132        | 129        | 78,8  | 68   | 64,8  | 64,6  | 57,1  | 56,9  | 56,9  |
| Німеччина               | 187                      | —          | —          | —          | —          | —     | —    | —     | 75    | 72,8  | 70    | 70    |
| ФРН                     | —                        | 235        | 190        | 158        | 154        | 100   | 80,5 | 72    | —     | —     | —     | —     |
| НДР                     | —                        | —          | —          | 175        | —          | 153   | 143  | 143,4 | —     | —     | —     | —     |
| Греція                  | 13,6                     | 30,8       | 32,2       | 38,8       | 40,9       | 58,8  | 71   | 82,7  | 84,5  | 87,1  | 90,2  | 87,8  |
| Нідерланди              | 116                      | 175        | 140        | 91         | 91         | 90,5  | 84   | 87,4  | 89,2  | 87,6  | 86,2  | 99,6  |
| Велика Британія         | 82,5                     | 115,1      | 111,2      | 95,5       | 95,9       | 102,2 | 99   | 105,9 | 98    | 101,5 | 107,6 | 111,4 |
| Ірландія                | 195,4                    | 187,9      | 186,1      | 181        | 179,4      | 127,4 | 100  | 140,2 | 143,7 | 173,8 | 161,9 | 145   |
| Італія                  | 36,6                     | 43         | 35,5       | 49,5       | 48         | 46,4  | 38   | 38,6  | 38,8  | 38,3  | 42,9  | 43,2  |
| Норвегія                | 130                      | 133,7      | 126,5      | 107        | 103,7      | 100,7 | 81   | —     | 91    | 75,2  | 66,2  | 70,6  |
| Швеція                  | 122,2                    | 125,6      | 116,1      | 102,8      | 100,6      | 86,9  | 75   | 84    | —     | 57,7  | 83,5  | 83,6  |
| Португалія              | 76,2                     | 109,2      | 121,6      | 116,2      | 116,8      | 102,6 | —    | 190,6 | 136,7 | 138,7 | 115,3 | 98,6  |
| Болгарія                | 11,3                     | —          | —          | 25         | 27,01      | 26    | 27,0 | 33    | —     | 29,7  | 32,2  | 31,6  |
| Польща                  | —                        | —          | —          | —          | 240        | 190   | 158  | 143   | 144   | 135,5 | 134,8 | 132,2 |
| Угорщина                | 130                      | —          | —          | 120        | —          | 75    | 61   | 54    | 61    | 62,1  | 67,6  | 67,8  |
| Чехословаччина          | 118,9                    | 113,5      | —          | 121,2      | 107,3      | 103,0 | 76   | 78    | —     | —     | —     | —     |
| Чехія                   | —                        | —          | —          | —          | —          | —     | —    | —     | 78    | 80    | 79,6  | 81,3  |
| Румунія                 | —                        | —          | —          | —          | —          | 62    | 71   | —     | 59    | 71,1  | 89,7  | 89,7  |
| Швейцарія               | 90,5                     | 98         | 84         | 83         | 81,5       | 56,9  | —    | —     | —     | —     | 42    | 53,1  |
| Туреччина               | 5,9                      | 16,5       | 20,7       | 31,2       | 27,2       | 41,2  | —    | —     | —     | —     | 63,7  | 64    |
| Канада                  | 90,7                     | 97         | 118,2      | 68,2       | —          | 76,3  | 72   | —     | 71    | 64,9  | 59,4  | 45,7  |
| США                     | 59                       | 47,2       | 45,8       | 48,1       | 349,4      | 45,6  | 25   | —     | 19    | 59,4  | 65,3  | 64,4  |
| СРСР/Росія              | —                        | —          | —          | —          | 143        | 130   | 118  | 105   | 106   | 124   | 118,8 | 122,3 |
| Білорусь                | —                        | —          | —          | —          | 292        | 245   | 200  | 185   | 170   | 182   | 174,3 | 172,6 |
| Україна                 | —                        | —          | —          | —          | 174        | 156   | 133  | 139   | 131   | 124   | 134,4 | 140,2 |
| примітка: *в середньому |                          |            |            |            |            |       |      |       |       |       |       |       |

## Галерея
| Посадка картоплі у штаті Вашингтон (США) | Картопляні поля в штаті Мен (США) | Картопляні поля в Наккіла (Фінляндія) | Врожай картоплі в Індонезії |